# Llista d'asteroides (312001-313000)
Llista d'asteroides del 312.001 al 313.000, amb data de descoberta i descobridor. És un fragment de la llista d'asteroides completa. Als asteroides se'ls dona un número quan es confirma la seva òrbita, per tant apareixen llistats aproximadament segons la data de descobriment.

## 312001-312100
| Nom    | Designació provisional | Data de descobriment   | Lloc de descobriment | Descobridor/s          |
| ------ | ---------------------- | ---------------------- | -------------------- | ---------------------- |
| 312001 | 2007 PK2               | 5 d'agost de 2007      | 7300                 | W. K. Y. Yeung         |
| 312002 | 2007 PL6               | 6 d'agost de 2007      | Reedy Creek          | J. Broughton           |
| 312003 | 2007 PM15              | 8 d'agost de 2007      | Socorro              | LINEAR                 |
| 312004 | 2007 PW27              | 14 d'agost de 2007     | Siding Spring        | Siding Spring Survey   |
| 312005 | 2007 PG32              | 8 d'agost de 2007      | Socorro              | LINEAR                 |
| 312006 | 2007 PD49              | 8 d'agost de 2007      | Socorro              | LINEAR                 |
| 312007 | 2007 QH6               | 21 d'agost de 2007     | Anderson Mesa        | LONEOS                 |
| 312008 | 2007 QB7               | 21 d'agost de 2007     | Anderson Mesa        | LONEOS                 |
| 312009 | 2007 QR8               | 22 d'agost de 2007     | Anderson Mesa        | LONEOS                 |
| 312010 | 2007 QO16              | 18 d'agost de 2007     | Anderson Mesa        | LONEOS                 |
| 312011 | 2007 RW2               | 3 de setembre de 2007  | Catalina             | CSS                    |
| 312012 | 2007 RO15              | 12 de setembre de 2007 | Mount Lemmon         | Mt. Lemmon Survey      |
| 312013 | 2007 RV16              | 12 de setembre de 2007 | Goodricke-Pigott     | R. A. Tucker           |
| 312014 | 2007 RH18              | 13 de setembre de 2007 | Vicques              | M. Ory                 |
| 312015 | 2007 RL29              | 4 de setembre de 2007  | Catalina             | CSS                    |
| 312016 | 2007 RL34              | 6 de setembre de 2007  | Anderson Mesa        | LONEOS                 |
| 312017 | 2007 RQ36              | 8 de setembre de 2007  | Anderson Mesa        | LONEOS                 |
| 312018 | 2007 RJ45              | 9 de setembre de 2007  | Kitt Peak            | Spacewatch             |
| 312019 | 2007 RN45              | 9 de setembre de 2007  | Kitt Peak            | Spacewatch             |
| 312020 | 2007 RP48              | 9 de setembre de 2007  | Mount Lemmon         | Mt. Lemmon Survey      |
| 312021 | 2007 RV60              | 10 de setembre de 2007 | Catalina             | CSS                    |
| 312022 | 2007 RE72              | 10 de setembre de 2007 | Kitt Peak            | Spacewatch             |
| 312023 | 2007 RT75              | 10 de setembre de 2007 | Mount Lemmon         | Mt. Lemmon Survey      |
| 312024 | 2007 RE86              | 10 de setembre de 2007 | Mount Lemmon         | Mt. Lemmon Survey      |
| 312025 | 2007 RN95              | 10 de setembre de 2007 | Kitt Peak            | Spacewatch             |
| 312026 | 2007 RS98              | 10 de setembre de 2007 | Kitt Peak            | Spacewatch             |
| 312027 | 2007 RL103             | 11 de setembre de 2007 | Catalina             | CSS                    |
| 312028 | 2007 RA119             | 11 de setembre de 2007 | Purple Mountain      | PMO NEO Survey Program |
| 312029 | 2007 RU125             | 12 de setembre de 2007 | Catalina             | CSS                    |
| 312030 | 2007 RK133             | 15 de setembre de 2007 | Siding Spring        | Siding Spring Survey   |
| 312031 | 2007 RJ141             | 13 de setembre de 2007 | Socorro              | LINEAR                 |
| 312032 | 2007 RM141             | 13 de setembre de 2007 | Socorro              | LINEAR                 |
| 312033 | 2007 RR143             | 14 de setembre de 2007 | Socorro              | LINEAR                 |
| 312034 | 2007 RA146             | 14 de setembre de 2007 | Socorro              | LINEAR                 |
| 312035 | 2007 RL153             | 10 de setembre de 2007 | Kitt Peak            | Spacewatch             |
| 312036 | 2007 RX156             | 11 de setembre de 2007 | Mount Lemmon         | Mt. Lemmon Survey      |
| 312037 | 2007 RS164             | 10 de setembre de 2007 | Kitt Peak            | Spacewatch             |
| 312038 | 2007 RT174             | 10 de setembre de 2007 | Kitt Peak            | Spacewatch             |
| 312039 | 2007 RQ180             | 11 de setembre de 2007 | Mount Lemmon         | Mt. Lemmon Survey      |
| 312040 | 2007 RC185             | 13 de setembre de 2007 | Mount Lemmon         | Mt. Lemmon Survey      |
| 312041 | 2007 RB209             | 10 de setembre de 2007 | Kitt Peak            | Spacewatch             |
| 312042 | 2007 RQ212             | 11 de setembre de 2007 | Lulin                | LUSS                   |
| 312043 | 2007 RQ219             | 14 de setembre de 2007 | Mount Lemmon         | Mt. Lemmon Survey      |
| 312044 | 2007 RS232             | 11 de setembre de 2007 | Purple Mountain      | PMO NEO Survey Program |
| 312045 | 2007 RZ232             | 12 de setembre de 2007 | Mount Lemmon         | Mt. Lemmon Survey      |
| 312046 | 2007 RO239             | 14 de setembre de 2007 | Catalina             | CSS                    |
| 312047 | 2007 RG240             | 14 de setembre de 2007 | Mount Lemmon         | Mt. Lemmon Survey      |
| 312048 | 2007 RW241             | 13 de setembre de 2007 | Socorro              | LINEAR                 |
| 312049 | 2007 RF245             | 11 de setembre de 2007 | Kitt Peak            | Spacewatch             |
| 312050 | 2007 RD246             | 12 de setembre de 2007 | Catalina             | CSS                    |
| 312051 | 2007 RO285             | 13 de setembre de 2007 | Mount Lemmon         | Mt. Lemmon Survey      |
| 312052 | 2007 RX286             | 5 de setembre de 2007  | Catalina             | CSS                    |
| 312053 | 2007 RG298             | 9 de setembre de 2007  | Kitt Peak            | Spacewatch             |
| 312054 | 2007 RR309             | 10 de setembre de 2007 | Mount Lemmon         | Mt. Lemmon Survey      |
| 312055 | 2007 RC319             | 12 de setembre de 2007 | Catalina             | CSS                    |
| 312056 | 2007 RD321             | 13 de setembre de 2007 | Socorro              | LINEAR                 |
| 312057 | 2007 RC325             | 14 de setembre de 2007 | Mount Lemmon         | Mt. Lemmon Survey      |
| 312058 | 2007 ST5               | 19 de setembre de 2007 | Socorro              | LINEAR                 |
| 312059 | 2007 SO15              | 25 de setembre de 2007 | Mount Lemmon         | Mt. Lemmon Survey      |
| 312060 | 2007 SU15              | 30 de setembre de 2007 | Kitt Peak            | Spacewatch             |
| 312061 | 2007 SY16              | 30 de setembre de 2007 | Kitt Peak            | Spacewatch             |
| 312062 | 2007 SU21              | 19 de setembre de 2007 | Kitt Peak            | Spacewatch             |
| 312063 | 2007 SH22              | 18 de setembre de 2007 | Socorro              | LINEAR                 |
| 312064 | 2007 SC23              | 25 de setembre de 2007 | Mount Lemmon         | Mt. Lemmon Survey      |
| 312065 | 2007 TB10              | 6 d'octubre de 2007    | Socorro              | LINEAR                 |
| 312066 | 2007 TP12              | 6 d'octubre de 2007    | Socorro              | LINEAR                 |
| 312067 | 2007 TM13              | 6 d'octubre de 2007    | Socorro              | LINEAR                 |
| 312068 | 2007 TE18              | 3 d'octubre de 2007    | Needville            | Needville              |
| 312069 | 2007 TL18              | 8 d'octubre de 2007    | Goodricke-Pigott     | R. A. Tucker           |
| 312070 | 2007 TA19              | 9 d'octubre de 2007    | Siding Spring        | Siding Spring Survey   |
| 312071 | 2007 TJ22              | 8 d'octubre de 2007    | Kitt Peak            | Spacewatch             |
| 312072 | 2007 TG24              | 8 d'octubre de 2007    | Kitt Peak            | Spacewatch             |
| 312073 | 2007 TL29              | 4 d'octubre de 2007    | Kitt Peak            | Spacewatch             |
| 312074 | 2007 TW34              | 6 d'octubre de 2007    | Kitt Peak            | Spacewatch             |
| 312075 | 2007 TK39              | 6 d'octubre de 2007    | Kitt Peak            | Spacewatch             |
| 312076 | 2007 TH41              | 6 d'octubre de 2007    | Kitt Peak            | Spacewatch             |
| 312077 | 2007 TH43              | 7 d'octubre de 2007    | Mount Lemmon         | Mt. Lemmon Survey      |
| 312078 | 2007 TB45              | 7 d'octubre de 2007    | Catalina             | CSS                    |
| 312079 | 2007 TL49              | 4 d'octubre de 2007    | Kitt Peak            | Spacewatch             |
| 312080 | 2007 TO50              | 4 d'octubre de 2007    | Kitt Peak            | Spacewatch             |
| 312081 | 2007 TT60              | 6 d'octubre de 2007    | Kitt Peak            | Spacewatch             |
| 312082 | 2007 TT62              | 7 d'octubre de 2007    | Mount Lemmon         | Mt. Lemmon Survey      |
| 312083 | 2007 TO75              | 4 d'octubre de 2007    | Catalina             | CSS                    |
| 312084 | 2007 TQ78              | 5 d'octubre de 2007    | Kitt Peak            | Spacewatch             |
| 312085 | 2007 TN79              | 5 d'octubre de 2007    | Kitt Peak            | Spacewatch             |
| 312086 | 2007 TF95              | 7 d'octubre de 2007    | Catalina             | CSS                    |
| 312087 | 2007 TS95              | 7 d'octubre de 2007    | Kitt Peak            | Spacewatch             |
| 312088 | 2007 TQ97              | 8 d'octubre de 2007    | Anderson Mesa        | LONEOS                 |
| 312089 | 2007 TG99              | 8 d'octubre de 2007    | Mount Lemmon         | Mt. Lemmon Survey      |
| 312090 | 2007 TW99              | 8 d'octubre de 2007    | Kitt Peak            | Spacewatch             |
| 312091 | 2007 TD104             | 8 d'octubre de 2007    | Mount Lemmon         | Mt. Lemmon Survey      |
| 312092 | 2007 TR108             | 7 d'octubre de 2007    | Mount Lemmon         | Mt. Lemmon Survey      |
| 312093 | 2007 TT108             | 7 d'octubre de 2007    | Catalina             | CSS                    |
| 312094 | 2007 TG110             | 7 d'octubre de 2007    | Mount Lemmon         | Mt. Lemmon Survey      |
| 312095 | 2007 TM114             | 8 d'octubre de 2007    | Catalina             | CSS                    |
| 312096 | 2007 TH122             | 6 d'octubre de 2007    | Kitt Peak            | Spacewatch             |
| 312097 | 2007 TF129             | 6 d'octubre de 2007    | Kitt Peak            | Spacewatch             |
| 312098 | 2007 TM130             | 7 d'octubre de 2007    | Dauban               | Chante-Perdrix         |
| 312099 | 2007 TC131             | 20 de desembre de 2004 | Mount Lemmon         | Mt. Lemmon Survey      |
| 312100 | 2007 TW133             | 7 d'octubre de 2007    | Mount Lemmon         | Mt. Lemmon Survey      |

## 312101-312200
| Nom    | Designació provisional | Data de descobriment   | Lloc de descobriment | Descobridor/s          |
| ------ | ---------------------- | ---------------------- | -------------------- | ---------------------- |
| 312101 | 2007 TX133             | 7 d'octubre de 2007    | Mount Lemmon         | Mt. Lemmon Survey      |
| 312102 | 2007 TV143             | 6 d'octubre de 2007    | Socorro              | LINEAR                 |
| 312103 | 2007 TN148             | 7 d'octubre de 2007    | Socorro              | LINEAR                 |
| 312104 | 2007 TX153             | 9 d'octubre de 2007    | Socorro              | LINEAR                 |
| 312105 | 2007 TN156             | 9 d'octubre de 2007    | Socorro              | LINEAR                 |
| 312106 | 2007 TO156             | 9 d'octubre de 2007    | Socorro              | LINEAR                 |
| 312107 | 2007 TR158             | 9 d'octubre de 2007    | Socorro              | LINEAR                 |
| 312108 | 2007 TS159             | 9 d'octubre de 2007    | Socorro              | LINEAR                 |
| 312109 | 2007 TV159             | 9 d'octubre de 2007    | Socorro              | LINEAR                 |
| 312110 | 2007 TJ162             | 11 d'octubre de 2007   | Socorro              | LINEAR                 |
| 312111 | 2007 TH167             | 12 d'octubre de 2007   | Socorro              | LINEAR                 |
| 312112 | 2007 TL168             | 12 d'octubre de 2007   | Socorro              | LINEAR                 |
| 312113 | 2007 TG173             | 4 d'octubre de 2007    | Kitt Peak            | Spacewatch             |
| 312114 | 2007 TG177             | 6 d'octubre de 2007    | Kitt Peak            | Spacewatch             |
| 312115 | 2007 TK181             | 8 d'octubre de 2007    | Anderson Mesa        | LONEOS                 |
| 312116 | 2007 TF193             | 6 d'octubre de 2007    | Kitt Peak            | Spacewatch             |
| 312117 | 2007 TQ194             | 7 d'octubre de 2007    | Mount Lemmon         | Mt. Lemmon Survey      |
| 312118 | 2007 TS202             | 8 d'octubre de 2007    | Mount Lemmon         | Mt. Lemmon Survey      |
| 312119 | 2007 TY202             | 8 d'octubre de 2007    | Mount Lemmon         | Mt. Lemmon Survey      |
| 312120 | 2007 TW210             | 7 d'octubre de 2007    | Kitt Peak            | Spacewatch             |
| 312121 | 2007 TK220             | 8 d'octubre de 2007    | Mount Lemmon         | Mt. Lemmon Survey      |
| 312122 | 2007 TV228             | 8 d'octubre de 2007    | Kitt Peak            | Spacewatch             |
| 312123 | 2007 TS229             | 8 d'octubre de 2007    | Kitt Peak            | Spacewatch             |
| 312124 | 2007 TG236             | 9 d'octubre de 2007    | Mount Lemmon         | Mt. Lemmon Survey      |
| 312125 | 2007 TT237             | 9 d'octubre de 2007    | Purple Mountain      | PMO NEO Survey Program |
| 312126 | 2007 TU239             | 10 d'octubre de 2007   | Mount Lemmon         | Mt. Lemmon Survey      |
| 312127 | 2007 TO246             | 9 d'octubre de 2007    | Catalina             | CSS                    |
| 312128 | 2007 TX248             | 11 d'octubre de 2007   | Kitt Peak            | Spacewatch             |
| 312129 | 2007 TJ254             | 8 d'octubre de 2007    | Mount Lemmon         | Mt. Lemmon Survey      |
| 312130 | 2007 TH263             | 10 d'octubre de 2007   | Kitt Peak            | Spacewatch             |
| 312131 | 2007 TG267             | 9 d'octubre de 2007    | Kitt Peak            | Spacewatch             |
| 312132 | 2007 TY271             | 9 d'octubre de 2007    | Kitt Peak            | Spacewatch             |
| 312133 | 2007 TT279             | 12 d'octubre de 2007   | Mount Lemmon         | Mt. Lemmon Survey      |
| 312134 | 2007 TZ282             | 8 d'octubre de 2007    | Mount Lemmon         | Mt. Lemmon Survey      |
| 312135 | 2007 TH284             | 9 d'octubre de 2007    | Anderson Mesa        | LONEOS                 |
| 312136 | 2007 TD287             | 11 d'octubre de 2007   | Catalina             | CSS                    |
| 312137 | 2007 TS289             | 12 d'octubre de 2007   | Catalina             | CSS                    |
| 312138 | 2007 TD297             | 10 d'octubre de 2007   | Purple Mountain      | PMO NEO Survey Program |
| 312139 | 2007 TY298             | 12 d'octubre de 2007   | Kitt Peak            | Spacewatch             |
| 312140 | 2007 TR300             | 12 d'octubre de 2007   | Kitt Peak            | Spacewatch             |
| 312141 | 2007 TW314             | 12 d'octubre de 2007   | Kitt Peak            | Spacewatch             |
| 312142 | 2007 TP362             | 14 d'octubre de 2007   | Mount Lemmon         | Mt. Lemmon Survey      |
| 312143 | 2007 TW366             | 9 d'octubre de 2007    | Kitt Peak            | Spacewatch             |
| 312144 | 2007 TW373             | 14 d'octubre de 2007   | Catalina             | CSS                    |
| 312145 | 2007 TM376             | 10 d'octubre de 2007   | Catalina             | CSS                    |
| 312146 | 2007 TE391             | 14 d'octubre de 2007   | Mount Lemmon         | Mt. Lemmon Survey      |
| 312147 | 2007 TG412             | 14 d'octubre de 2007   | Catalina             | CSS                    |
| 312148 | 2007 TY412             | 15 d'octubre de 2007   | Anderson Mesa        | LONEOS                 |
| 312149 | 2007 TE413             | 15 d'octubre de 2007   | Anderson Mesa        | LONEOS                 |
| 312150 | 2007 TJ424             | 7 d'octubre de 2007    | Catalina             | CSS                    |
| 312151 | 2007 TP432             | 6 d'octubre de 2007    | Kitt Peak            | Spacewatch             |
| 312152 | 2007 TH440             | 15 d'octubre de 2007   | Mount Lemmon         | Mt. Lemmon Survey      |
| 312153 | 2007 TA448             | 15 d'octubre de 2007   | Kitt Peak            | Spacewatch             |
| 312154 | 2007 UU6               | 22 d'octubre de 2007   | Gnosca               | S. Sposetti            |
| 312155 | 2007 UH12              | 19 d'octubre de 2007   | Mount Lemmon         | Mt. Lemmon Survey      |
| 312156 | 2007 UN14              | 29 de desembre de 2000 | Kitt Peak            | Spacewatch             |
| 312157 | 2007 UH22              | 16 d'octubre de 2007   | Kitt Peak            | Spacewatch             |
| 312158 | 2007 UR31              | 19 d'octubre de 2007   | Mount Lemmon         | Mt. Lemmon Survey      |
| 312159 | 2007 UC37              | 19 d'octubre de 2007   | Catalina             | CSS                    |
| 312160 | 2007 UF54              | 30 d'octubre de 2007   | Kitt Peak            | Spacewatch             |
| 312161 | 2007 UP56              | 30 d'octubre de 2007   | Catalina             | CSS                    |
| 312162 | 2007 UE57              | 30 d'octubre de 2007   | Kitt Peak            | Spacewatch             |
| 312163 | 2007 UD60              | 30 d'octubre de 2007   | Mount Lemmon         | Mt. Lemmon Survey      |
| 312164 | 2007 UW70              | 30 d'octubre de 2007   | Mount Lemmon         | Mt. Lemmon Survey      |
| 312165 | 2007 UJ82              | 30 d'octubre de 2007   | Kitt Peak            | Spacewatch             |
| 312166 | 2007 UF87              | 30 d'octubre de 2007   | Kitt Peak            | Spacewatch             |
| 312167 | 2007 UL91              | 30 d'octubre de 2007   | Mount Lemmon         | Mt. Lemmon Survey      |
| 312168 | 2007 UP96              | 30 d'octubre de 2007   | Kitt Peak            | Spacewatch             |
| 312169 | 2007 UW107             | 30 d'octubre de 2007   | Kitt Peak            | Spacewatch             |
| 312170 | 2007 UB115             | 31 d'octubre de 2007   | Kitt Peak            | Spacewatch             |
| 312171 | 2007 UQ115             | 31 d'octubre de 2007   | Kitt Peak            | Spacewatch             |
| 312172 | 2007 UA129             | 30 d'octubre de 2007   | Catalina             | CSS                    |
| 312173 | 2007 UZ135             | 16 d'octubre de 2007   | Mount Lemmon         | Mt. Lemmon Survey      |
| 312174 | 2007 UF142             | 30 d'octubre de 2007   | Kitt Peak            | Spacewatch             |
| 312175 | 2007 VB2               | 2 de novembre de 2007  | Socorro              | LINEAR                 |
| 312176 | 2007 VA5               | 3 de novembre de 2007  | Dauban               | Chante-Perdrix         |
| 312177 | 2007 VV5               | 4 de novembre de 2007  | 7300                 | W. K. Y. Yeung         |
| 312178 | 2007 VX9               | 5 de novembre de 2007  | Eskridge             | G. Hug                 |
| 312179 | 2007 VS10              | 5 de novembre de 2007  | La Sagra             | La Sagra               |
| 312180 | 2007 VB18              | 1 de novembre de 2007  | Mount Lemmon         | Mt. Lemmon Survey      |
| 312181 | 2007 VG36              | 2 de novembre de 2007  | Mount Lemmon         | Mt. Lemmon Survey      |
| 312182 | 2007 VA48              | 1 de novembre de 2007  | Kitt Peak            | Spacewatch             |
| 312183 | 2007 VD50              | 1 de novembre de 2007  | Kitt Peak            | Spacewatch             |
| 312184 | 2007 VU62              | 2 d'abril de 2005      | Mount Lemmon         | Mt. Lemmon Survey      |
| 312185 | 2007 VP63              | 1 de novembre de 2007  | Kitt Peak            | Spacewatch             |
| 312186 | 2007 VZ63              | 1 de novembre de 2007  | Kitt Peak            | Spacewatch             |
| 312187 | 2007 VG67              | 2 de novembre de 2007  | Purple Mountain      | PMO NEO Survey Program |
| 312188 | 2007 VL88              | 2 de novembre de 2007  | Socorro              | LINEAR                 |
| 312189 | 2007 VV89              | 4 de novembre de 2007  | Socorro              | LINEAR                 |
| 312190 | 2007 VC91              | 7 de novembre de 2007  | Socorro              | LINEAR                 |
| 312191 | 2007 VU95              | 9 de novembre de 2007  | Bisei SG Center      | BATTeRS                |
| 312192 | 2007 VV113             | 3 de novembre de 2007  | Kitt Peak            | Spacewatch             |
| 312193 | 2007 VQ123             | 5 de novembre de 2007  | Mount Lemmon         | Mt. Lemmon Survey      |
| 312194 | 2007 VG148             | 4 de novembre de 2007  | Kitt Peak            | Spacewatch             |
| 312195 | 2007 VJ161             | 5 de novembre de 2007  | Kitt Peak            | Spacewatch             |
| 312196 | 2007 VD169             | 5 de novembre de 2007  | Kitt Peak            | Spacewatch             |
| 312197 | 2007 VK173             | 2 de novembre de 2007  | Mount Lemmon         | Mt. Lemmon Survey      |
| 312198 | 2007 VB184             | 12 de novembre de 2007 | Catalina             | CSS                    |
| 312199 | 2007 VA198             | 8 de novembre de 2007  | Mount Lemmon         | Mt. Lemmon Survey      |
| 312200 | 2007 VT208             | 11 de novembre de 2007 | Mount Lemmon         | Mt. Lemmon Survey      |

## 312201-312300
| Nom    | Designació provisional | Data de descobriment   | Lloc de descobriment | Descobridor/s          |
| ------ | ---------------------- | ---------------------- | -------------------- | ---------------------- |
| 312201 | 2007 VU208             | 12 de novembre de 2007 | Catalina             | CSS                    |
| 312202 | 2007 VW227             | 12 de novembre de 2007 | Mount Lemmon         | Mt. Lemmon Survey      |
| 312203 | 2007 VR244             | 11 de novembre de 2007 | Socorro              | LINEAR                 |
| 312204 | 2007 VY252             | 13 de novembre de 2007 | Mount Lemmon         | Mt. Lemmon Survey      |
| 312205 | 2007 VQ258             | 15 de novembre de 2007 | Mount Lemmon         | Mt. Lemmon Survey      |
| 312206 | 2007 VG262             | 13 de novembre de 2007 | Mount Lemmon         | Mt. Lemmon Survey      |
| 312207 | 2007 VS269             | 15 de novembre de 2007 | Socorro              | LINEAR                 |
| 312208 | 2007 VO275             | 13 de novembre de 2007 | Kitt Peak            | Spacewatch             |
| 312209 | 2007 VM291             | 14 de novembre de 2007 | Kitt Peak            | Spacewatch             |
| 312210 | 2007 VL295             | 13 de novembre de 2007 | Catalina             | CSS                    |
| 312211 | 2007 VZ296             | 15 de novembre de 2007 | Catalina             | CSS                    |
| 312212 | 2007 VV300             | 15 de novembre de 2007 | Anderson Mesa        | LONEOS                 |
| 312213 | 2007 VS313             | 11 de novembre de 2007 | Mount Lemmon         | Mt. Lemmon Survey      |
| 312214 | 2007 VN314             | 2 de novembre de 2007  | Mount Lemmon         | Mt. Lemmon Survey      |
| 312215 | 2007 VQ320             | 2 de novembre de 2007  | Kitt Peak            | Spacewatch             |
| 312216 | 2007 VR320             | 3 de novembre de 2007  | Mount Lemmon         | Mt. Lemmon Survey      |
| 312217 | 2007 VF322             | 13 de novembre de 2007 | Mount Lemmon         | Mt. Lemmon Survey      |
| 312218 | 2007 VQ329             | 1 de novembre de 2007  | Kitt Peak            | Spacewatch             |
| 312219 | 2007 VG334             | 13 de novembre de 2007 | Catalina             | CSS                    |
| 312220 | 2007 WR1               | 17 de novembre de 2007 | Dauban               | Chante-Perdrix         |
| 312221 | 2007 WO36              | 19 de novembre de 2007 | Mount Lemmon         | Mt. Lemmon Survey      |
| 312222 | 2007 WZ39              | 17 de novembre de 2007 | Mount Lemmon         | Mt. Lemmon Survey      |
| 312223 | 2007 WK55              | 30 de novembre de 2007 | Pla D'Arguines       | R. Ferrando            |
| 312224 | 2007 WM60              | 17 de novembre de 2007 | Kitt Peak            | Spacewatch             |
| 312225 | 2007 XP1               | 3 de desembre de 2007  | Catalina             | CSS                    |
| 312226 | 2007 XR10              | 5 de desembre de 2007  | Pla D'Arguines       | R. Ferrando            |
| 312227 | 2007 XQ40              | 13 de desembre de 2007 | Socorro              | LINEAR                 |
| 312228 | 2007 XG44              | 15 de desembre de 2007 | Kitt Peak            | Spacewatch             |
| 312229 | 2007 XR47              | 15 de desembre de 2007 | Catalina             | CSS                    |
| 312230 | 2007 XV47              | 15 de desembre de 2007 | Kitt Peak            | Spacewatch             |
| 312231 | 2007 XQ50              | 6 de desembre de 2007  | Cerro Burek          | Cerro Burek            |
| 312232 | 2007 XB59              | 14 de desembre de 2007 | Mount Lemmon         | Mt. Lemmon Survey      |
| 312233 | 2007 YR5               | 16 de desembre de 2007 | Kitt Peak            | Spacewatch             |
| 312234 | 2007 YO10              | 16 de desembre de 2007 | Mount Lemmon         | Mt. Lemmon Survey      |
| 312235 | 2007 YS11              | 17 de desembre de 2007 | Mount Lemmon         | Mt. Lemmon Survey      |
| 312236 | 2007 YM15              | 16 de desembre de 2007 | Kitt Peak            | Spacewatch             |
| 312237 | 2007 YJ17              | 13 d'agost de 2002     | Palomar              | NEAT                   |
| 312238 | 2007 YM26              | 18 de desembre de 2007 | Mount Lemmon         | Mt. Lemmon Survey      |
| 312239 | 2007 YY26              | 18 de desembre de 2007 | Anderson Mesa        | LONEOS                 |
| 312240 | 2007 YJ27              | 18 de desembre de 2007 | Kitt Peak            | Spacewatch             |
| 312241 | 2007 YO32              | 28 de desembre de 2007 | Kitt Peak            | Spacewatch             |
| 312242 | 2007 YY35              | 30 de desembre de 2007 | Mount Lemmon         | Mt. Lemmon Survey      |
| 312243 | 2007 YM42              | 30 de desembre de 2007 | Catalina             | CSS                    |
| 312244 | 2007 YP42              | 30 de desembre de 2007 | Catalina             | CSS                    |
| 312245 | 2007 YM48              | 28 de desembre de 2007 | Kitt Peak            | Spacewatch             |
| 312246 | 2007 YU48              | 30 de gener de 2004    | Kitt Peak            | Spacewatch             |
| 312247 | 2007 YO49              | 28 de desembre de 2007 | Kitt Peak            | Spacewatch             |
| 312248 | 2007 YC59              | 31 de desembre de 2007 | La Sagra             | La Sagra               |
| 312249 | 2007 YK69              | 29 de desembre de 2007 | Lulin                | LUSS                   |
| 312250 | 2007 YR70              | 31 de desembre de 2007 | Kitt Peak            | Spacewatch             |
| 312251 | 2008 AP                | 1 de gener de 2008     | Kitt Peak            | Spacewatch             |
| 312252 | 2008 AB1               | 1 de gener de 2008     | Kitt Peak            | Spacewatch             |
| 312253 | 2008 AC1               | 1 de gener de 2008     | Catalina             | CSS                    |
| 312254 | 2008 AL2               | 3 de gener de 2008     | Eskridge             | G. Hug                 |
| 312255 | 2008 AY2               | 7 de gener de 2008     | Lulin                | LUSS                   |
| 312256 | 2008 AA6               | 10 de gener de 2008    | Mount Lemmon         | Mt. Lemmon Survey      |
| 312257 | 2008 AM11              | 10 de gener de 2008    | Mount Lemmon         | Mt. Lemmon Survey      |
| 312258 | 2008 AE13              | 10 de gener de 2008    | Mount Lemmon         | Mt. Lemmon Survey      |
| 312259 | 2008 AR20              | 10 de gener de 2008    | Mount Lemmon         | Mt. Lemmon Survey      |
| 312260 | 2008 AG22              | 10 de gener de 2008    | Mount Lemmon         | Mt. Lemmon Survey      |
| 312261 | 2008 AM25              | 10 de gener de 2008    | Mount Lemmon         | Mt. Lemmon Survey      |
| 312262 | 2008 AK26              | 10 de gener de 2008    | Mount Lemmon         | Mt. Lemmon Survey      |
| 312263 | 2008 AZ27              | 10 de gener de 2008    | Mount Lemmon         | Mt. Lemmon Survey      |
| 312264 | 2008 AB28              | 10 de gener de 2008    | Mount Lemmon         | Mt. Lemmon Survey      |
| 312265 | 2008 AF29              | 1 de gener de 2008     | Kitt Peak            | Spacewatch             |
| 312266 | 2008 AW33              | 9 de gener de 2008     | Lulin                | LUSS                   |
| 312267 | 2008 AF34              | 10 de gener de 2008    | Kitt Peak            | Spacewatch             |
| 312268 | 2008 AU39              | 10 de gener de 2008    | Mount Lemmon         | Mt. Lemmon Survey      |
| 312269 | 2008 AY64              | 11 de gener de 2008    | Mount Lemmon         | Mt. Lemmon Survey      |
| 312270 | 2008 AQ71              | 13 de gener de 2008    | Kitt Peak            | Spacewatch             |
| 312271 | 2008 AO90              | 13 de gener de 2008    | Kitt Peak            | Spacewatch             |
| 312272 | 2008 AE96              | 14 de gener de 2008    | Kitt Peak            | Spacewatch             |
| 312273 | 2008 AE100             | 14 de gener de 2008    | Kitt Peak            | Spacewatch             |
| 312274 | 2008 AD106             | 15 de gener de 2008    | Mount Lemmon         | Mt. Lemmon Survey      |
| 312275 | 2008 AN108             | 15 de gener de 2008    | Kitt Peak            | Spacewatch             |
| 312276 | 2008 AV108             | 15 de gener de 2008    | Kitt Peak            | Spacewatch             |
| 312277 | 2008 AT111             | 15 de gener de 2008    | Kitt Peak            | Spacewatch             |
| 312278 | 2008 AE116             | 15 de gener de 2008    | Mount Lemmon         | Mt. Lemmon Survey      |
| 312279 | 2008 AZ116             | 1 de gener de 2008     | Kitt Peak            | Spacewatch             |
| 312280 | 2008 AR127             | 11 de gener de 2008    | Kitt Peak            | Spacewatch             |
| 312281 | 2008 AR128             | 14 de gener de 2008    | Kitt Peak            | Spacewatch             |
| 312282 | 2008 AN137             | 1 de gener de 2008     | Mount Lemmon         | Mt. Lemmon Survey      |
| 312283 | 2008 BS13              | 19 de gener de 2008    | Kitt Peak            | Spacewatch             |
| 312284 | 2008 BX15              | 28 de gener de 2008    | Lulin                | LUSS                   |
| 312285 | 2008 BX19              | 30 de gener de 2008    | Kitt Peak            | Spacewatch             |
| 312286 | 2008 BR20              | 30 de gener de 2008    | Catalina             | CSS                    |
| 312287 | 2008 BS20              | 30 de gener de 2008    | Kitt Peak            | Spacewatch             |
| 312288 | 2008 BP21              | 30 de gener de 2008    | Mount Lemmon         | Mt. Lemmon Survey      |
| 312289 | 2008 BV37              | 31 de gener de 2008    | Mount Lemmon         | Mt. Lemmon Survey      |
| 312290 | 2008 BQ38              | 31 de gener de 2008    | Mount Lemmon         | Mt. Lemmon Survey      |
| 312291 | 2008 BE39              | 30 de gener de 2008    | Catalina             | CSS                    |
| 312292 | 2008 BV44              | 31 de gener de 2008    | Catalina             | CSS                    |
| 312293 | 2008 BL52              | 20 de gener de 2008    | Mount Lemmon         | Mt. Lemmon Survey      |
| 312294 | 2008 CE1               | 3 de febrer de 2008    | Altschwendt          | W. Ries                |
| 312295 | 2008 CY1               | 1 de febrer de 2008    | La Sagra             | La Sagra               |
| 312296 | 2008 CK7               | 2 de febrer de 2008    | Kitt Peak            | Spacewatch             |
| 312297 | 2008 CW14              | 3 de febrer de 2008    | Kitt Peak            | Spacewatch             |
| 312298 | 2008 CQ17              | 3 de febrer de 2008    | Kitt Peak            | Spacewatch             |
| 312299 | 2008 CH19              | 4 de febrer de 2008    | Purple Mountain      | PMO NEO Survey Program |
| 312300 | 2008 CR37              | 2 de febrer de 2008    | Kitt Peak            | Spacewatch             |

## 312301-312400
| Nom    | Designació provisional | Data de descobriment | Lloc de descobriment | Descobridor/s            |
| ------ | ---------------------- | -------------------- | -------------------- | ------------------------ |
| 312301 | 2008 CY44              | 2 de febrer de 2008  | Kitt Peak            | Spacewatch               |
| 312302 | 2008 CK49              | 6 de febrer de 2008  | Catalina             | CSS                      |
| 312303 | 2008 CP50              | 6 de febrer de 2008  | Anderson Mesa        | LONEOS                   |
| 312304 | 2008 CB51              | 7 de febrer de 2008  | Kitt Peak            | Spacewatch               |
| 312305 | 2008 CM54              | 7 de febrer de 2008  | Catalina             | CSS                      |
| 312306 | 2008 CQ62              | 8 de febrer de 2008  | Catalina             | CSS                      |
| 312307 | 2008 CJ64              | 8 de febrer de 2008  | Mount Lemmon         | Mt. Lemmon Survey        |
| 312308 | 2008 CJ67              | 8 de febrer de 2008  | Mount Lemmon         | Mt. Lemmon Survey        |
| 312309 | 2008 CF71              | 3 de febrer de 2008  | Socorro              | LINEAR                   |
| 312310 | 2008 CP71              | 6 de febrer de 2008  | Socorro              | LINEAR                   |
| 312311 | 2008 CD72              | 9 de febrer de 2008  | Catalina             | CSS                      |
| 312312 | 2008 CK80              | 7 de febrer de 2008  | Kitt Peak            | Spacewatch               |
| 312313 | 2008 CL84              | 7 de febrer de 2008  | Mount Lemmon         | Mt. Lemmon Survey        |
| 312314 | 2008 CB85              | 7 de febrer de 2008  | Kitt Peak            | Spacewatch               |
| 312315 | 2008 CT88              | 7 de febrer de 2008  | Mount Lemmon         | Mt. Lemmon Survey        |
| 312316 | 2008 CG117             | 9 de febrer de 2008  | Needville            | J. Dellinger, M. Eastman |
| 312317 | 2008 CQ117             | 11 de febrer de 2008 | Dauban               | F. Kugel                 |
| 312318 | 2008 CJ120             | 6 de febrer de 2008  | Catalina             | CSS                      |
| 312319 | 2008 CU122             | 7 de febrer de 2008  | Mount Lemmon         | Mt. Lemmon Survey        |
| 312320 | 2008 CM123             | 7 de febrer de 2008  | Mount Lemmon         | Mt. Lemmon Survey        |
| 312321 | 2008 CY127             | 8 de febrer de 2008  | Kitt Peak            | Spacewatch               |
| 312322 | 2008 CZ127             | 8 de febrer de 2008  | Kitt Peak            | Spacewatch               |
| 312323 | 2008 CP135             | 8 de febrer de 2008  | Mount Lemmon         | Mt. Lemmon Survey        |
| 312324 | 2008 CA138             | 8 de febrer de 2008  | Kitt Peak            | Spacewatch               |
| 312325 | 2008 CK144             | 9 de febrer de 2008  | Kitt Peak            | Spacewatch               |
| 312326 | 2008 CJ155             | 9 de febrer de 2008  | Mount Lemmon         | Mt. Lemmon Survey        |
| 312327 | 2008 CA159             | 9 de febrer de 2008  | Catalina             | CSS                      |
| 312328 | 2008 CE161             | 9 de febrer de 2008  | Kitt Peak            | Spacewatch               |
| 312329 | 2008 CE162             | 10 de febrer de 2008 | Catalina             | CSS                      |
| 312330 | 2008 CF169             | 12 de febrer de 2008 | Mount Lemmon         | Mt. Lemmon Survey        |
| 312331 | 2008 CQ172             | 13 de febrer de 2008 | Kitt Peak            | Spacewatch               |
| 312332 | 2008 CU176             | 8 de febrer de 2008  | Socorro              | LINEAR                   |
| 312333 | 2008 CA177             | 9 de febrer de 2008  | Socorro              | LINEAR                   |
| 312334 | 2008 CJ178             | 5 d'octubre de 2002  | Palomar              | NEAT                     |
| 312335 | 2008 CQ179             | 7 de febrer de 2008  | Catalina             | CSS                      |
| 312336 | 2008 CH182             | 11 de febrer de 2008 | Mount Lemmon         | Mt. Lemmon Survey        |
| 312337 | 2008 CQ184             | 11 de febrer de 2008 | Crni Vrh             | Crni Vrh                 |
| 312338 | 2008 CK191             | 2 de febrer de 2008  | Kitt Peak            | Spacewatch               |
| 312339 | 2008 CC202             | 2 de febrer de 2008  | Kitt Peak            | Spacewatch               |
| 312340 | 2008 CJ205             | 1 de febrer de 2008  | Kitt Peak            | Spacewatch               |
| 312341 | 2008 CA211             | 2 de febrer de 2008  | Kitt Peak            | Spacewatch               |
| 312342 | 2008 CT212             | 8 de febrer de 2008  | Mount Lemmon         | Mt. Lemmon Survey        |
| 312343 | 2008 CD213             | 9 de febrer de 2008  | Mount Lemmon         | Mt. Lemmon Survey        |
| 312344 | 2008 CO214             | 12 de febrer de 2008 | Kitt Peak            | Spacewatch               |
| 312345 | 2008 DS2               | 24 de febrer de 2008 | Kitt Peak            | Spacewatch               |
| 312346 | 2008 DT2               | 24 de febrer de 2008 | Kitt Peak            | Spacewatch               |
| 312347 | 2008 DA3               | 24 de febrer de 2008 | Kitt Peak            | Spacewatch               |
| 312348 | 2008 DB4               | 24 de febrer de 2008 | Mount Lemmon         | Mt. Lemmon Survey        |
| 312349 | 2008 DE4               | 26 de febrer de 2008 | Piszkesteto          | K. Sarneczky             |
| 312350 | 2008 DE14              | 26 de febrer de 2008 | Mount Lemmon         | Mt. Lemmon Survey        |
| 312351 | 2008 DH16              | 27 de febrer de 2008 | Kitt Peak            | Spacewatch               |
| 312352 | 2008 DH19              | 27 de febrer de 2008 | Catalina             | CSS                      |
| 312353 | 2008 DV21              | 28 de febrer de 2008 | Mount Lemmon         | Mt. Lemmon Survey        |
| 312354 | 2008 DC23              | 29 de febrer de 2008 | Grove Creek          | F. Tozzi                 |
| 312355 | 2008 DD23              | 29 de febrer de 2008 | Grove Creek          | F. Tozzi                 |
| 312356 | 2008 DU30              | 27 de febrer de 2008 | Kitt Peak            | Spacewatch               |
| 312357 | 2008 DY45              | 28 de febrer de 2008 | Catalina             | CSS                      |
| 312358 | 2008 DN46              | 28 de febrer de 2008 | Mount Lemmon         | Mt. Lemmon Survey        |
| 312359 | 2008 DQ46              | 28 de febrer de 2008 | Kitt Peak            | Spacewatch               |
| 312360 | 2008 DX46              | 28 de febrer de 2008 | Kitt Peak            | Spacewatch               |
| 312361 | 2008 DY57              | 28 de febrer de 2008 | Catalina             | CSS                      |
| 312362 | 2008 DV59              | 27 de febrer de 2008 | Mount Lemmon         | Mt. Lemmon Survey        |
| 312363 | 2008 DQ61              | 28 de febrer de 2008 | Mount Lemmon         | Mt. Lemmon Survey        |
| 312364 | 2008 DD73              | 26 de febrer de 2008 | Mount Lemmon         | Mt. Lemmon Survey        |
| 312365 | 2008 DR81              | 27 de febrer de 2008 | Mount Lemmon         | Mt. Lemmon Survey        |
| 312366 | 2008 DD84              | 18 de febrer de 2008 | Mount Lemmon         | Mt. Lemmon Survey        |
| 312367 | 2008 DL89              | 28 de febrer de 2008 | Mount Lemmon         | Mt. Lemmon Survey        |
| 312368 | 2008 EF5               | 2 de març de 2008    | Purple Mountain      | PMO NEO Survey Program   |
| 312369 | 2008 ET5               | 2 de març de 2008    | Socorro              | LINEAR                   |
| 312370 | 2008 EV8               | 6 de març de 2008    | Altschwendt          | W. Ries                  |
| 312371 | 2008 EA15              | 1 de març de 2008    | Kitt Peak            | Spacewatch               |
| 312372 | 2008 EK21              | 2 de març de 2008    | Mount Lemmon         | Mt. Lemmon Survey        |
| 312373 | 2008 EH23              | 3 de març de 2008    | Catalina             | CSS                      |
| 312374 | 2008 EW27              | 4 de març de 2008    | Mount Lemmon         | Mt. Lemmon Survey        |
| 312375 | 2008 EE37              | 4 de març de 2008    | Kitt Peak            | Spacewatch               |
| 312376 | 2008 EB48              | 5 de març de 2008    | Kitt Peak            | Spacewatch               |
| 312377 | 2008 ES48              | 6 de març de 2008    | Kitt Peak            | Spacewatch               |
| 312378 | 2008 EN50              | 13 d'abril de 1994   | Kitt Peak            | Spacewatch               |
| 312379 | 2008 EK69              | 10 de març de 2008   | Bisei SG Center      | BATTeRS                  |
| 312380 | 2008 EB70              | 4 de març de 2008    | Purple Mountain      | PMO NEO Survey Program   |
| 312381 | 2008 ED75              | 7 de març de 2008    | Kitt Peak            | Spacewatch               |
| 312382 | 2008 EW88              | 8 de març de 2008    | Socorro              | LINEAR                   |
| 312383 | 2008 EW92              | 6 de març de 2008    | Catalina             | CSS                      |
| 312384 | 2008 EE117             | 8 de març de 2008    | Kitt Peak            | Spacewatch               |
| 312385 | 2008 EO120             | 9 de març de 2008    | Kitt Peak            | Spacewatch               |
| 312386 | 2008 EU136             | 11 de març de 2008   | Kitt Peak            | Spacewatch               |
| 312387 | 2008 EX138             | 11 de març de 2008   | Kitt Peak            | Spacewatch               |
| 312388 | 2008 EA141             | 12 de març de 2008   | Kitt Peak            | Spacewatch               |
| 312389 | 2008 EG142             | 12 de març de 2008   | Kitt Peak            | Spacewatch               |
| 312390 | 2008 ER147             | 1 de març de 2008    | Kitt Peak            | Spacewatch               |
| 312391 | 2008 EO151             | 8 de març de 2008    | Mount Lemmon         | Mt. Lemmon Survey        |
| 312392 | 2008 EF158             | 6 de març de 2008    | Mount Lemmon         | Mt. Lemmon Survey        |
| 312393 | 2008 EE162             | 11 de març de 2008   | Mount Lemmon         | Mt. Lemmon Survey        |
| 312394 | 2008 EO165             | 2 de març de 2008    | Mount Lemmon         | Mt. Lemmon Survey        |
| 312395 | 2008 EQ166             | 6 de març de 2008    | Catalina             | CSS                      |
| 312396 | 2008 EQ167             | 8 de març de 2008    | Socorro              | LINEAR                   |
| 312397 | 2008 FE4               | 25 de març de 2008   | Kitt Peak            | Spacewatch               |
| 312398 | 2008 FN13              | 26 de març de 2008   | Mount Lemmon         | Mt. Lemmon Survey        |
| 312399 | 2008 FX14              | 26 de març de 2008   | Mount Lemmon         | Mt. Lemmon Survey        |
| 312400 | 2008 FG23              | 27 de març de 2008   | Kitt Peak            | Spacewatch               |

## 312401-312500
| Nom    | Designació provisional | Data de descobriment   | Lloc de descobriment | Descobridor/s        |
| ------ | ---------------------- | ---------------------- | -------------------- | -------------------- |
| 312401 | 2008 FB40              | 28 de març de 2008     | Kitt Peak            | Spacewatch           |
| 312402 | 2008 FD48              | 28 de març de 2008     | Mount Lemmon         | Mt. Lemmon Survey    |
| 312403 | 2008 FY51              | 28 de març de 2008     | Mount Lemmon         | Mt. Lemmon Survey    |
| 312404 | 2008 FO52              | 28 de març de 2008     | Mount Lemmon         | Mt. Lemmon Survey    |
| 312405 | 2008 FD56              | 28 de març de 2008     | Mount Lemmon         | Mt. Lemmon Survey    |
| 312406 | 2008 FJ56              | 28 de març de 2008     | Kitt Peak            | Spacewatch           |
| 312407 | 2008 FC69              | 28 de març de 2008     | Mount Lemmon         | Mt. Lemmon Survey    |
| 312408 | 2008 FN71              | 5 de març de 2008      | Mount Lemmon         | Mt. Lemmon Survey    |
| 312409 | 2008 FZ74              | 31 de març de 2008     | Mount Lemmon         | Mt. Lemmon Survey    |
| 312410 | 2008 FH89              | 29 de març de 2008     | Mount Lemmon         | Mt. Lemmon Survey    |
| 312411 | 2008 FH100             | 30 de març de 2008     | Kitt Peak            | Spacewatch           |
| 312412 | 2008 FK106             | 7 d'abril de 2003      | Kitt Peak            | Spacewatch           |
| 312413 | 2008 FS112             | 31 de març de 2008     | Kitt Peak            | Spacewatch           |
| 312414 | 2008 FH125             | 31 de març de 2008     | Kitt Peak            | Spacewatch           |
| 312415 | 2008 GZ4               | 1 d'abril de 2008      | Kitt Peak            | Spacewatch           |
| 312416 | 2008 GT6               | 1 d'abril de 2008      | Kitt Peak            | Spacewatch           |
| 312417 | 2008 GU6               | 1 d'abril de 2008      | Kitt Peak            | Spacewatch           |
| 312418 | 2008 GR7               | 1 d'abril de 2008      | Mount Lemmon         | Mt. Lemmon Survey    |
| 312419 | 2008 GL19              | 24 de setembre de 2005 | Anderson Mesa        | LONEOS               |
| 312420 | 2008 GU26              | 1 d'abril de 2008      | Catalina             | CSS                  |
| 312421 | 2008 GF27              | 3 d'abril de 2008      | Kitt Peak            | Spacewatch           |
| 312422 | 2008 GR48              | 5 d'abril de 2008      | Kitt Peak            | Spacewatch           |
| 312423 | 2008 GV60              | 5 d'abril de 2008      | Catalina             | CSS                  |
| 312424 | 2008 GC63              | 5 d'abril de 2008      | Catalina             | CSS                  |
| 312425 | 2008 GE88              | 4 de març de 2008      | Mount Lemmon         | Mt. Lemmon Survey    |
| 312426 | 2008 GL91              | 6 d'abril de 2008      | Mount Lemmon         | Mt. Lemmon Survey    |
| 312427 | 2008 GJ94              | 7 d'abril de 2008      | Kitt Peak            | Spacewatch           |
| 312428 | 2008 GP98              | 8 d'abril de 2008      | Kitt Peak            | Spacewatch           |
| 312429 | 2008 GQ110             | 3 d'abril de 2008      | Catalina             | CSS                  |
| 312430 | 2008 GS116             | 11 d'abril de 2008     | Kitt Peak            | Spacewatch           |
| 312431 | 2008 GC123             | 13 d'abril de 2008     | Mount Lemmon         | Mt. Lemmon Survey    |
| 312432 | 2008 GX131             | 6 d'abril de 2008      | Mount Lemmon         | Mt. Lemmon Survey    |
| 312433 | 2008 GW143             | 1 d'abril de 2008      | Kitt Peak            | Spacewatch           |
| 312434 | 2008 HG18              | 26 d'abril de 2008     | Kitt Peak            | Spacewatch           |
| 312435 | 2008 HA19              | 26 d'abril de 2008     | Mount Lemmon         | Mt. Lemmon Survey    |
| 312436 | 2008 HY20              | 26 d'abril de 2008     | Catalina             | CSS                  |
| 312437 | 2008 HW22              | 27 d'abril de 2008     | Kitt Peak            | Spacewatch           |
| 312438 | 2008 HH28              | 28 d'abril de 2008     | Kitt Peak            | Spacewatch           |
| 312439 | 2008 HO32              | 29 d'abril de 2008     | Mount Lemmon         | Mt. Lemmon Survey    |
| 312440 | 2008 HF48              | 29 d'abril de 2008     | Kitt Peak            | Spacewatch           |
| 312441 | 2008 HN59              | 1 d'abril de 2008      | Kitt Peak            | Spacewatch           |
| 312442 | 2008 HF60              | 28 d'abril de 2008     | Mount Lemmon         | Mt. Lemmon Survey    |
| 312443 | 2008 HS69              | 29 d'abril de 2008     | Kitt Peak            | Spacewatch           |
| 312444 | 2008 JN3               | 3 de maig de 2008      | Bisei SG Center      | BATTeRS              |
| 312445 | 2008 JV3               | 1 de maig de 2008      | Kitt Peak            | Spacewatch           |
| 312446 | 2008 JL8               | 6 de maig de 2008      | Tiki                 | N. Teamo             |
| 312447 | 2008 JN22              | 6 de maig de 2008      | Siding Spring        | Siding Spring Survey |
| 312448 | 2008 JH25              | 6 de maig de 2008      | Kitt Peak            | Spacewatch           |
| 312449 | 2008 JA34              | 13 de maig de 2008     | Mount Lemmon         | Mt. Lemmon Survey    |
| 312450 | 2008 KG9               | 27 de maig de 2008     | Kitt Peak            | Spacewatch           |
| 312451 | 2008 KP13              | 27 de maig de 2008     | Kitt Peak            | Spacewatch           |
| 312452 | 2008 KE29              | 29 de maig de 2008     | Kitt Peak            | Spacewatch           |
| 312453 | 2008 KA37              | 29 de maig de 2008     | Kitt Peak            | Spacewatch           |
| 312454 | 2008 KO40              | 28 de maig de 2008     | Mount Lemmon         | Mt. Lemmon Survey    |
| 312455 | 2008 KV41              | 31 de maig de 2008     | Kitt Peak            | Spacewatch           |
| 312456 | 2008 LM2               | 1 de juny de 2008      | Kitt Peak            | Spacewatch           |
| 312457 | 2008 QH42              | 23 d'agost de 2008     | Kitt Peak            | Spacewatch           |
| 312458 | 2008 QS42              | 24 d'agost de 2008     | Kitt Peak            | Spacewatch           |
| 312459 | 2008 QG44              | 25 d'agost de 2008     | Siding Spring        | Siding Spring Survey |
| 312460 | 2008 QO44              | 21 d'agost de 2008     | Kitt Peak            | Spacewatch           |
| 312461 | 2008 RK14              | 4 de setembre de 2008  | Kitt Peak            | Spacewatch           |
| 312462 | 2008 RG17              | 4 de setembre de 2008  | Kitt Peak            | Spacewatch           |
| 312463 | 2008 RZ20              | 4 de setembre de 2008  | Kitt Peak            | Spacewatch           |
| 312464 | 2008 RD46              | 2 de setembre de 2008  | Kitt Peak            | Spacewatch           |
| 312465 | 2008 RJ109             | 2 de setembre de 2008  | Kitt Peak            | Spacewatch           |
| 312466 | 2008 RZ122             | 5 de setembre de 2008  | Kitt Peak            | Spacewatch           |
| 312467 | 2008 SH50              | 20 de setembre de 2008 | Mount Lemmon         | Mt. Lemmon Survey    |
| 312468 | 2008 SY61              | 21 de setembre de 2008 | Kitt Peak            | Spacewatch           |
| 312469 | 2008 SN83              | 27 de setembre de 2008 | Altschwendt          | W. Ries              |
| 312470 | 2008 SQ134             | 23 de setembre de 2008 | Kitt Peak            | Spacewatch           |
| 312471 | 2008 ST153             | 22 de setembre de 2008 | Socorro              | LINEAR               |
| 312472 | 2008 SX216             | 29 de setembre de 2008 | Mount Lemmon         | Mt. Lemmon Survey    |
| 312473 | 2008 SX245             | 29 de setembre de 2008 | Mount Lemmon         | Mt. Lemmon Survey    |
| 312474 | 2008 SP252             | 19 de setembre de 2008 | Kitt Peak            | Spacewatch           |
| 312475 | 2008 SW275             | 23 de setembre de 2008 | Mount Lemmon         | Mt. Lemmon Survey    |
| 312476 | 2008 SJ277             | 24 de setembre de 2008 | Mount Lemmon         | Mt. Lemmon Survey    |
| 312477 | 2008 SD278             | 28 de setembre de 2008 | Mount Lemmon         | Mt. Lemmon Survey    |
| 312478 | 2008 SN293             | 29 de setembre de 2008 | Catalina             | CSS                  |
| 312479 | 2008 TX35              | 1 d'octubre de 2008    | Mount Lemmon         | Mt. Lemmon Survey    |
| 312480 | 2008 TN49              | 2 d'octubre de 2008    | Kitt Peak            | Spacewatch           |
| 312481 | 2008 TA111             | 6 d'octubre de 2008    | Catalina             | CSS                  |
| 312482 | 2008 TE127             | 8 d'octubre de 2008    | Mount Lemmon         | Mt. Lemmon Survey    |
| 312483 | 2008 TD174             | 2 d'octubre de 2008    | Mount Lemmon         | Mt. Lemmon Survey    |
| 312484 | 2008 UL15              | 18 d'octubre de 2008   | Kitt Peak            | Spacewatch           |
| 312485 | 2008 UJ90              | 27 d'octubre de 2008   | Mount Lemmon         | Mt. Lemmon Survey    |
| 312486 | 2008 UE190             | 25 d'octubre de 2008   | Mount Lemmon         | Mt. Lemmon Survey    |
| 312487 | 2008 UZ235             | 26 d'octubre de 2008   | Mount Lemmon         | Mt. Lemmon Survey    |
| 312488 | 2008 VH68              | 2 de novembre de 2008  | Mount Lemmon         | Mt. Lemmon Survey    |
| 312489 | 2008 WR108             | 30 de novembre de 2008 | Catalina             | CSS                  |
| 312490 | 2008 WA126             | 24 de novembre de 2008 | Mount Lemmon         | Mt. Lemmon Survey    |
| 312491 | 2008 YN29              | 27 de desembre de 2008 | Bisei SG Center      | BATTeRS              |
| 312492 | 2008 YR108             | 29 de desembre de 2008 | Kitt Peak            | Spacewatch           |
| 312493 | 2008 YK146             | 30 de desembre de 2008 | Kitt Peak            | Spacewatch           |
| 312494 | 2009 AJ13              | 2 de gener de 2009     | Mount Lemmon         | Mt. Lemmon Survey    |
| 312495 | 2009 AP49              | 1 de gener de 2009     | Mount Lemmon         | Mt. Lemmon Survey    |
| 312496 | 2009 BM9               | 18 de gener de 2009    | Socorro              | LINEAR               |
| 312497 | 2009 BR60              | 17 de gener de 2009    | Mount Lemmon         | Mt. Lemmon Survey    |
| 312498 | 2009 BL85              | 25 de gener de 2009    | Kitt Peak            | Spacewatch           |
| 312499 | 2009 BQ86              | 25 de gener de 2009    | Kitt Peak            | Spacewatch           |
| 312500 | 2009 BX107             | 29 de gener de 2009    | Mount Lemmon         | Mt. Lemmon Survey    |

## 312501-312600
| Nom    | Designació provisional | Data de descobriment   | Lloc de descobriment | Descobridor/s          |
| ------ | ---------------------- | ---------------------- | -------------------- | ---------------------- |
| 312501 | 2009 BU150             | 27 de gener de 2009    | Purple Mountain      | PMO NEO Survey Program |
| 312502 | 2009 BP151             | 29 de gener de 2009    | Mount Lemmon         | Mt. Lemmon Survey      |
| 312503 | 2009 BX152             | 31 de gener de 2009    | Kitt Peak            | Spacewatch             |
| 312504 | 2009 BY155             | 31 de gener de 2009    | Kitt Peak            | Spacewatch             |
| 312505 | 2009 BP166             | 31 de gener de 2009    | Mount Lemmon         | Mt. Lemmon Survey      |
| 312506 | 2009 BY175             | 31 de gener de 2009    | Kitt Peak            | Spacewatch             |
| 312507 | 2009 BB176             | 31 de gener de 2009    | Mount Lemmon         | Mt. Lemmon Survey      |
| 312508 | 2009 BL178             | 20 de gener de 2009    | Mount Lemmon         | Mt. Lemmon Survey      |
| 312509 | 2009 BZ178             | 20 de gener de 2009    | Mount Lemmon         | Mt. Lemmon Survey      |
| 312510 | 2009 BE190             | 20 de gener de 2009    | Mount Lemmon         | Mt. Lemmon Survey      |
| 312511 | 2009 CO20              | 1 de febrer de 2009    | Kitt Peak            | Spacewatch             |
| 312512 | 2009 CF44              | 14 de febrer de 2009   | Kitt Peak            | Spacewatch             |
| 312513 | 2009 CD57              | 14 de febrer de 2009   | Kitt Peak            | Spacewatch             |
| 312514 | 2009 DB9               | 19 de febrer de 2009   | Mount Lemmon         | Mt. Lemmon Survey      |
| 312515 | 2009 DD15              | 16 de febrer de 2009   | La Sagra             | La Sagra               |
| 312516 | 2009 DF17              | 16 de febrer de 2009   | Kitt Peak            | Spacewatch             |
| 312517 | 2009 DD21              | 19 de febrer de 2009   | Kitt Peak            | Spacewatch             |
| 312518 | 2009 DU31              | 20 de febrer de 2009   | Kitt Peak            | Spacewatch             |
| 312519 | 2009 DO32              | 20 de febrer de 2009   | Kitt Peak            | Spacewatch             |
| 312520 | 2009 DE33              | 20 de febrer de 2009   | Kitt Peak            | Spacewatch             |
| 312521 | 2009 DV44              | 27 de febrer de 2009   | Dauban               | F. Kugel               |
| 312522 | 2009 DQ48              | 19 de febrer de 2009   | Kitt Peak            | Spacewatch             |
| 312523 | 2009 DN66              | 24 de febrer de 2009   | Mount Lemmon         | Mt. Lemmon Survey      |
| 312524 | 2009 DP66              | 24 de febrer de 2009   | Mount Lemmon         | Mt. Lemmon Survey      |
| 312525 | 2009 DS73              | 26 de febrer de 2009   | Kitt Peak            | Spacewatch             |
| 312526 | 2009 DK75              | 19 de febrer de 2009   | Mount Lemmon         | Mt. Lemmon Survey      |
| 312527 | 2009 DM106             | 3 de novembre de 2007  | Kitt Peak            | Spacewatch             |
| 312528 | 2009 DX109             | 19 de febrer de 2009   | Kitt Peak            | Spacewatch             |
| 312529 | 2009 DY109             | 19 de febrer de 2009   | Kitt Peak            | Spacewatch             |
| 312530 | 2009 DL124             | 19 de febrer de 2009   | Kitt Peak            | Spacewatch             |
| 312531 | 2009 DB130             | 27 de febrer de 2009   | Kitt Peak            | Spacewatch             |
| 312532 | 2009 DY133             | 28 de febrer de 2009   | Kitt Peak            | Spacewatch             |
| 312533 | 2009 DY140             | 24 de febrer de 2009   | Mount Lemmon         | Mt. Lemmon Survey      |
| 312534 | 2009 DH142             | 27 de febrer de 2009   | Siding Spring        | Siding Spring Survey   |
| 312535 | 2009 EY2               | 5 de març de 2009      | Cerro Burek          | Cerro Burek            |
| 312536 | 2009 EE16              | 15 de març de 2009     | Kitt Peak            | Spacewatch             |
| 312537 | 2009 EM18              | 15 de març de 2009     | Kitt Peak            | Spacewatch             |
| 312538 | 2009 EH20              | 15 de març de 2009     | La Sagra             | La Sagra               |
| 312539 | 2009 ES20              | 15 de març de 2009     | Kitt Peak            | Spacewatch             |
| 312540 | 2009 ER21              | 15 de març de 2009     | Siding Spring        | Siding Spring Survey   |
| 312541 | 2009 EU26              | 1 de març de 2009      | Catalina             | CSS                    |
| 312542 | 2009 FC1               | 17 de març de 2009     | Vicques              | M. Ory                 |
| 312543 | 2009 FP5               | 16 de març de 2009     | Kitt Peak            | Spacewatch             |
| 312544 | 2009 FA7               | 16 de març de 2009     | Kitt Peak            | Spacewatch             |
| 312545 | 2009 FO9               | 16 de març de 2009     | Purple Mountain      | PMO NEO Survey Program |
| 312546 | 2009 FV19              | 22 de març de 2009     | Raheny               | D. Grennan             |
| 312547 | 2009 FG23              | 21 de març de 2009     | Kitt Peak            | Spacewatch             |
| 312548 | 2009 FQ24              | 20 de març de 2009     | La Sagra             | La Sagra               |
| 312549 | 2009 FE29              | 11 de desembre de 2004 | Kitt Peak            | Spacewatch             |
| 312550 | 2009 FZ34              | 24 de març de 2009     | Mount Lemmon         | Mt. Lemmon Survey      |
| 312551 | 2009 FL39              | 25 de març de 2009     | Purple Mountain      | PMO NEO Survey Program |
| 312552 | 2009 FB41              | 20 de març de 2009     | La Sagra             | La Sagra               |
| 312553 | 2009 FD51              | 28 de març de 2009     | Kitt Peak            | Spacewatch             |
| 312554 | 2009 FF61              | 21 de març de 2009     | Mount Lemmon         | Mt. Lemmon Survey      |
| 312555 | 2009 FS66              | 23 de març de 2009     | Mount Lemmon         | Mt. Lemmon Survey      |
| 312556 | 2009 FW68              | 16 de març de 2009     | Kitt Peak            | Spacewatch             |
| 312557 | 2009 FW69              | 18 de març de 2009     | Kitt Peak            | Spacewatch             |
| 312558 | 2009 GC                | 2 d'abril de 2009      | Taunus               | E. Schwab, R. Kling    |
| 312559 | 2009 GH2               | 1 d'abril de 2009      | Catalina             | CSS                    |
| 312560 | 2009 GQ4               | 3 d'abril de 2009      | Cerro Burek          | Cerro Burek            |
| 312561 | 2009 HL                | 18 d'abril de 2009     | Tzec Maun            | F. Tozzi               |
| 312562 | 2009 HQ1               | 17 d'abril de 2009     | Catalina             | CSS                    |
| 312563 | 2009 HO2               | 18 d'abril de 2009     | Vicques              | M. Ory                 |
| 312564 | 2009 HN4               | 17 d'abril de 2009     | Kitt Peak            | Spacewatch             |
| 312565 | 2009 HD7               | 17 d'abril de 2009     | Kitt Peak            | Spacewatch             |
| 312566 | 2009 HL7               | 17 d'abril de 2009     | Kitt Peak            | Spacewatch             |
| 312567 | 2009 HJ10              | 18 d'abril de 2009     | Kitt Peak            | Spacewatch             |
| 312568 | 2009 HM19              | 19 d'abril de 2009     | Catalina             | CSS                    |
| 312569 | 2009 HX19              | 17 d'abril de 2009     | Catalina             | CSS                    |
| 312570 | 2009 HT38              | 18 d'abril de 2009     | Kitt Peak            | Spacewatch             |
| 312571 | 2009 HR41              | 20 d'abril de 2009     | Kitt Peak            | Spacewatch             |
| 312572 | 2009 HB42              | 20 d'abril de 2009     | Kitt Peak            | Spacewatch             |
| 312573 | 2009 HF57              | 22 d'abril de 2009     | Mount Lemmon         | Mt. Lemmon Survey      |
| 312574 | 2009 HR65              | 23 d'abril de 2009     | Kitt Peak            | Spacewatch             |
| 312575 | 2009 HN67              | 26 d'abril de 2009     | Kitt Peak            | Spacewatch             |
| 312576 | 2009 HR69              | 22 d'abril de 2009     | Mount Lemmon         | Mt. Lemmon Survey      |
| 312577 | 2009 HE75              | 27 d'abril de 2009     | Catalina             | CSS                    |
| 312578 | 2009 HT76              | 27 d'abril de 2009     | Catalina             | CSS                    |
| 312579 | 2009 HY77              | 27 d'abril de 2009     | Purple Mountain      | PMO NEO Survey Program |
| 312580 | 2009 HZ78              | 26 d'abril de 2009     | Kitt Peak            | Spacewatch             |
| 312581 | 2009 HG80              | 28 d'abril de 2009     | Catalina             | CSS                    |
| 312582 | 2009 HN80              | 28 d'abril de 2009     | Catalina             | CSS                    |
| 312583 | 2009 HH81              | 28 d'abril de 2009     | Skylive              | F. Tozzi               |
| 312584 | 2009 HO81              | 24 d'abril de 2009     | Cerro Burek          | Cerro Burek            |
| 312585 | 2009 HW82              | 26 d'abril de 2009     | Kitt Peak            | Spacewatch             |
| 312586 | 2009 HS88              | 30 d'abril de 2009     | La Sagra             | La Sagra               |
| 312587 | 2009 HW89              | 30 d'abril de 2009     | La Sagra             | La Sagra               |
| 312588 | 2009 HZ99              | 26 d'abril de 2009     | Purple Mountain      | PMO NEO Survey Program |
| 312589 | 2009 HR102             | 23 d'abril de 2009     | Kitt Peak            | Spacewatch             |
| 312590 | 2009 HT106             | 17 d'abril de 2009     | Catalina             | CSS                    |
| 312591 | 2009 JZ11              | 15 de maig de 2009     | Catalina             | CSS                    |
| 312592 | 2009 JA16              | 14 de maig de 2009     | Kitt Peak            | Spacewatch             |
| 312593 | 2009 KN2               | 18 de maig de 2009     | Bergisch Gladbac     | W. Bickel              |
| 312594 | 2009 KM3               | 23 de maig de 2009     | Sierra Stars         | R. Matson              |
| 312595 | 2009 KJ6               | 25 de maig de 2009     | Kitt Peak            | Spacewatch             |
| 312596 | 2009 KD9               | 24 de maig de 2009     | Catalina             | CSS                    |
| 312597 | 2009 KY14              | 26 de maig de 2009     | Catalina             | CSS                    |
| 312598 | 2009 KG22              | 17 de maig de 2009     | Kitt Peak            | Spacewatch             |
| 312599 | 2009 KP26              | 29 de maig de 2009     | Kitt Peak            | Spacewatch             |
| 312600 | 2009 KF34              | 26 de setembre de 2006 | Kitt Peak            | Spacewatch             |

## 312601-312700
| Nom    | Designació provisional | Data de descobriment   | Lloc de descobriment | Descobridor/s                  |
| ------ | ---------------------- | ---------------------- | -------------------- | ------------------------------ |
| 312601 | 2009 KW35              | 18 de maig de 2009     | Mount Lemmon         | Mt. Lemmon Survey              |
| 312602 | 2009 LZ1               | 12 de juny de 2009     | Kitt Peak            | Spacewatch                     |
| 312603 | 2009 LU6               | 1 de juny de 2009      | Mount Lemmon         | Mt. Lemmon Survey              |
| 312604 | 2009 OK3               | 19 de juliol de 2009   | La Sagra             | La Sagra                       |
| 312605 | 2009 OG6               | 19 de juliol de 2009   | La Sagra             | La Sagra                       |
| 312606 | 2009 PX14              | 15 d'agost de 2009     | Catalina             | CSS                            |
| 312607 | 2009 RJ21              | 29 de novembre de 2005 | Kitt Peak            | Spacewatch                     |
| 312608 | 2009 RU53              | 15 de setembre de 2009 | Kitt Peak            | Spacewatch                     |
| 312609 | 2009 RW55              | 15 de setembre de 2009 | Kitt Peak            | Spacewatch                     |
| 312610 | 2009 RA63              | 12 de setembre de 2009 | Kitt Peak            | Spacewatch                     |
| 312611 | 2009 RY68              | 15 de setembre de 2009 | Kitt Peak            | Spacewatch                     |
| 312612 | 2009 SE74              | 17 de setembre de 2009 | Kitt Peak            | Spacewatch                     |
| 312613 | 2009 SB112             | 18 de setembre de 2009 | Kitt Peak            | Spacewatch                     |
| 312614 | 2009 SQ120             | 18 de setembre de 2009 | Kitt Peak            | Spacewatch                     |
| 312615 | 2009 SJ137             | 18 de setembre de 2009 | Kitt Peak            | Spacewatch                     |
| 312616 | 2009 SF141             | 30 de juliol de 2008   | Kitt Peak            | Spacewatch                     |
| 312617 | 2009 SZ199             | 30 de juliol de 2008   | Kitt Peak            | Spacewatch                     |
| 312618 | 2009 SQ246             | 17 de setembre de 2009 | Kitt Peak            | Spacewatch                     |
| 312619 | 2009 SS246             | 30 de novembre de 2000 | Apache Point         | Sloan Digital Sky Survey       |
| 312620 | 2009 SA252             | 21 de setembre de 2009 | Kitt Peak            | Spacewatch                     |
| 312621 | 2009 SZ269             | 24 de setembre de 2009 | Kitt Peak            | Spacewatch                     |
| 312622 | 2009 SH313             | 18 de setembre de 2009 | Kitt Peak            | Spacewatch                     |
| 312623 | 2009 SQ346             | 22 de setembre de 2009 | Kitt Peak            | Spacewatch                     |
| 312624 | 2009 SB355             | 6 de setembre de 2008  | Kitt Peak            | Spacewatch                     |
| 312625 | 2009 SK356             | 16 de setembre de 2009 | Kitt Peak            | Spacewatch                     |
| 312626 | 2009 TU15              | 1 d'octubre de 2009    | Mount Lemmon         | Mt. Lemmon Survey              |
| 312627 | 2009 TS26              | 14 d'octubre de 2009   | La Sagra             | La Sagra                       |
| 312628 | 2009 UA36              | 22 d'octubre de 2009   | Mount Lemmon         | Mt. Lemmon Survey              |
| 312629 | 2009 UB101             | 23 d'octubre de 2009   | Mount Lemmon         | Mt. Lemmon Survey              |
| 312630 | 2009 UB107             | 22 d'octubre de 2009   | Mount Lemmon         | Mt. Lemmon Survey              |
| 312631 | 2009 UR145             | 21 d'octubre de 2009   | Catalina             | CSS                            |
| 312632 | 2009 UY148             | 17 d'octubre de 2009   | Mount Lemmon         | Mt. Lemmon Survey              |
| 312633 | 2009 WE5               | 16 de novembre de 2009 | Kitt Peak            | Spacewatch                     |
| 312634 | 2009 WM59              | 16 de novembre de 2009 | Mount Lemmon         | Mt. Lemmon Survey              |
| 312635 | 2009 WC221             | 16 de novembre de 2009 | Mount Lemmon         | Mt. Lemmon Survey              |
| 312636 | 2009 WG229             | 17 de novembre de 2009 | Mount Lemmon         | Mt. Lemmon Survey              |
| 312637 | 2010 AP85              | 2 d'octubre de 2009    | Mount Lemmon         | Mt. Lemmon Survey              |
| 312638 | 2010 AP111             | 14 de maig de 2004     | Kitt Peak            | Spacewatch                     |
| 312639 | 2010 BX15              | 15 de setembre de 2010 | Kitt Peak            | Spacewatch                     |
| 312640 | 2010 BJ43              | 26 d'octubre de 2009   | Mount Lemmon         | Mt. Lemmon Survey              |
| 312641 | 2010 BF52              | 11 d'abril de 2002     | Palomar              | NEAT                           |
| 312642 | 2010 BH62              | 21 de gener de 2010    | WISE                 | WISE                           |
| 312643 | 2010 BZ111             | 9 d'octubre de 2009    | Kitt Peak            | Spacewatch                     |
| 312644 | 2010 CO31              | 9 de febrer de 2010    | Mount Lemmon         | Mt. Lemmon Survey              |
| 312645 | 2010 EP65              | 9 de març de 2010      | La Silla             | D. Rabinowitz, S. Tourtellotte |
| 312646 | 2010 EY91              | 19 d'agost de 1995     | La Silla             | C.-I. Lagerkvist               |
| 312647 | 2010 GM101             | 5 d'abril de 2010      | Kitt Peak            | Spacewatch                     |
| 312648 | 2010 JY18              | 3 de maig de 2010      | WISE                 | WISE                           |
| 312649 | 2010 JP47              | 3 de maig de 2010      | Kitt Peak            | Spacewatch                     |
| 312650 | 2010 JJ110             | 10 de març de 2007     | Catalina             | CSS                            |
| 312651 | 2010 JG124             | 6 de maig de 2010      | Catalina             | CSS                            |
| 312652 | 2010 KY20              | 17 de maig de 2010     | WISE                 | WISE                           |
| 312653 | 2010 KQ36              | 18 de maig de 2010     | La Sagra             | La Sagra                       |
| 312654 | 2010 KT41              | 20 de maig de 2010     | WISE                 | WISE                           |
| 312655 | 2010 KS50              | 22 de maig de 2010     | WISE                 | WISE                           |
| 312656 | 2010 KJ63              | 23 de maig de 2010     | WISE                 | WISE                           |
| 312657 | 2010 KW78              | 25 de maig de 2010     | WISE                 | WISE                           |
| 312658 | 2010 KX78              | 1 d'octubre de 2005    | Catalina             | CSS                            |
| 312659 | 2010 KV90              | 27 de maig de 2010     | WISE                 | WISE                           |
| 312660 | 2010 KS95              | 27 de maig de 2010     | WISE                 | WISE                           |
| 312661 | 2010 KL114             | 30 de maig de 2010     | WISE                 | WISE                           |
| 312662 | 2010 LZ11              | 2 de juny de 2010      | WISE                 | WISE                           |
| 312663 | 2010 LB12              | 2 de juny de 2010      | WISE                 | WISE                           |
| 312664 | 2010 LD12              | 2 de juny de 2010      | WISE                 | WISE                           |
| 312665 | 2010 LY15              | 1 de juny de 2010      | Nogales              | Tenagra II                     |
| 312666 | 2010 LS17              | 3 de juny de 2010      | WISE                 | WISE                           |
| 312667 | 2010 LH53              | 8 de juny de 2010      | WISE                 | WISE                           |
| 312668 | 2010 LJ57              | 9 de juny de 2010      | WISE                 | WISE                           |
| 312669 | 2010 LR62              | 6 de juny de 2010      | Kitt Peak            | Spacewatch                     |
| 312670 | 2010 LM92              | 12 de juny de 2010     | WISE                 | WISE                           |
| 312671 | 2010 LP103             | 13 de juny de 2010     | WISE                 | WISE                           |
| 312672 | 2010 LU113             | 13 de juny de 2010     | Catalina             | CSS                            |
| 312673 | 2010 MD11              | 3 de novembre de 1999  | Socorro              | LINEAR                         |
| 312674 | 2010 MF20              | 18 de juny de 2010     | WISE                 | WISE                           |
| 312675 | 2010 MF28              | 19 de juny de 2010     | WISE                 | WISE                           |
| 312676 | 2010 MF36              | 19 de gener de 2007    | Mauna Kea            | P. A. Wiegert                  |
| 312677 | 2010 MK63              | 24 de juny de 2010     | WISE                 | WISE                           |
| 312678 | 2010 MP71              | 29 d'agost de 2005     | Kitt Peak            | Spacewatch                     |
| 312679 | 2010 MJ73              | 26 de juny de 2010     | WISE                 | WISE                           |
| 312680 | 2010 MG104             | 8 de febrer de 2007    | Mount Lemmon         | Mt. Lemmon Survey              |
| 312681 | 2010 NV4               | 6 de juliol de 2010    | Catalina             | CSS                            |
| 312682 | 2010 NW4               | 6 de juliol de 2010    | Catalina             | CSS                            |
| 312683 | 2010 NH5               | 24 de juliol de 2003   | Palomar              | NEAT                           |
| 312684 | 2010 NX22              | 6 de setembre de 2004  | Siding Spring        | Siding Spring Survey           |
| 312685 | 2010 NM30              | 7 de juliol de 2010    | WISE                 | WISE                           |
| 312686 | 2010 NZ39              | 8 de juliol de 2010    | WISE                 | WISE                           |
| 312687 | 2010 NU43              | 9 de juliol de 2010    | WISE                 | WISE                           |
| 312688 | 2010 NK45              | 3 d'abril de 2008      | Mount Lemmon         | Mt. Lemmon Survey              |
| 312689 | 2010 ND50              | 30 de setembre de 2005 | Mount Lemmon         | Mt. Lemmon Survey              |
| 312690 | 2010 NE64              | 11 de juliol de 2010   | WISE                 | WISE                           |
| 312691 | 2010 NW86              | 1 de juliol de 2010    | WISE                 | WISE                           |
| 312692 | 2010 NA97              | 10 de març de 2008     | Kitt Peak            | Spacewatch                     |
| 312693 | 2010 NU110             | 11 de març de 2008     | Kitt Peak            | Spacewatch                     |
| 312694 | 2010 NT117             | 5 de juliol de 2010    | Kitt Peak            | Spacewatch                     |
| 312695 | 2010 OE6               | 3 de novembre de 2005  | Mount Lemmon         | Mt. Lemmon Survey              |
| 312696 | 2010 OK14              | 1 d'octubre de 2005    | Catalina             | CSS                            |
| 312697 | 2010 OW25              | 29 d'agost de 2001     | Palomar              | NEAT                           |
| 312698 | 2010 OL28              | 6 de març de 2008      | Mount Lemmon         | Mt. Lemmon Survey              |
| 312699 | 2010 OH41              | 19 de febrer de 2007   | Catalina             | CSS                            |
| 312700 | 2010 OY75              | 26 de juliol de 2010   | WISE                 | WISE                           |

## 312701-312800
| Nom    | Designació provisional | Data de descobriment   | Lloc de descobriment | Descobridor/s                        |
| ------ | ---------------------- | ---------------------- | -------------------- | ------------------------------------ |
| 312701 | 2010 OS84              | 21 de setembre de 2004 | Socorro              | LINEAR                               |
| 312702 | 2010 OD87              | 11 de gener de 2008    | Mount Lemmon         | Mt. Lemmon Survey                    |
| 312703 | 2010 PT2               | 21 de gener de 2001    | Socorro              | LINEAR                               |
| 312704 | 2010 PV10              | 5 d'agost de 2010      | Socorro              | LINEAR                               |
| 312705 | 2010 PW21              | 4 de novembre de 2004  | Kitt Peak            | Spacewatch                           |
| 312706 | 2010 PM25              | 28 de gener de 2007    | Catalina             | CSS                                  |
| 312707 | 2010 PV25              | 7 d'agost de 2010      | WISE                 | WISE                                 |
| 312708 | 2010 PJ44              | 23 de gener de 2006    | Catalina             | CSS                                  |
| 312709 | 2010 PR49              | 21 de desembre de 2006 | Mount Lemmon         | Mt. Lemmon Survey                    |
| 312710 | 2010 PE65              | 11 de setembre de 2005 | Kitt Peak            | Spacewatch                           |
| 312711 | 2010 PO71              | 22 d'agost de 1998     | Xinglong             | Beijing Schmidt CCD Asteroid Program |
| 312712 | 2010 PB76              | 10 d'agost de 2010     | Kitt Peak            | Spacewatch                           |
| 312713 | 2010 QS3               | 18 d'agost de 2010     | Purple Mountain      | PMO NEO Survey Program               |
| 312714 | 2010 RR3               | 1 de setembre de 2010  | ESA OGS              | ESA OGS                              |
| 312715 | 2010 RU20              | 15 de desembre de 2006 | Kitt Peak            | Spacewatch                           |
| 312716 | 2010 RA31              | 28 d'abril de 2004     | Kitt Peak            | Spacewatch                           |
| 312717 | 2010 RQ40              | 16 de maig de 2005     | Kitt Peak            | Spacewatch                           |
| 312718 | 2010 RG44              | 6 de setembre de 2010  | Plana                | F. Fratev                            |
| 312719 | 2010 RG48              | 13 de setembre de 2005 | Kitt Peak            | Spacewatch                           |
| 312720 | 2010 RE49              | 4 de setembre de 2010  | Socorro              | LINEAR                               |
| 312721 | 2010 RC50              | 10 d'agost de 2004     | Socorro              | LINEAR                               |
| 312722 | 2010 RY55              | 29 de setembre de 2005 | Kitt Peak            | Spacewatch                           |
| 312723 | 2010 RF65              | 13 de juny de 2010     | Mount Lemmon         | Mt. Lemmon Survey                    |
| 312724 | 2010 RU73              | 4 d'octubre de 1996    | Kitt Peak            | Spacewatch                           |
| 312725 | 2010 RJ82              | 27 de febrer de 2008   | Mount Lemmon         | Mt. Lemmon Survey                    |
| 312726 | 2010 RW105             | 23 de gener de 2003    | La Silla             | A. Boattini, H. Scholl               |
| 312727 | 2010 RO108             | 10 de setembre de 2010 | Mount Lemmon         | Mt. Lemmon Survey                    |
| 312728 | 2010 RA109             | 1 de febrer de 2001    | Socorro              | LINEAR                               |
| 312729 | 2010 RV118             | 13 de juny de 2005     | Mount Lemmon         | Mt. Lemmon Survey                    |
| 312730 | 2010 RZ160             | 3 de gener de 2003     | Kitt Peak            | Spacewatch                           |
| 312731 | 2010 SS9               | 8 de setembre de 2004  | St. Veran            | St. Veran                            |
| 312732 | 2010 SA14              | 21 de juliol de 1999   | Anderson Mesa        | LONEOS                               |
| 312733 | 2010 SC21              | 15 de desembre de 2006 | Kitt Peak            | Spacewatch                           |
| 312734 | 2010 SH27              | 25 de novembre de 2005 | Catalina             | CSS                                  |
| 312735 | 2010 SL36              | 29 d'octubre de 2005   | Catalina             | CSS                                  |
| 312736 | 2010 SU36              | 3 de novembre de 2005  | Catalina             | CSS                                  |
| 312737 | 2010 SY40              | 28 de gener de 2007    | Kitt Peak            | Spacewatch                           |
| 312738 | 2010 TZ4               | 14 d'octubre de 2001   | Socorro              | LINEAR                               |
| 312739 | 2010 TA25              | 1 d'octubre de 2005    | Kitt Peak            | Spacewatch                           |
| 312740 | 2010 TP26              | 22 de novembre de 2006 | Kitt Peak            | Spacewatch                           |
| 312741 | 2010 TD29              | 9 d'octubre de 2005    | Kitt Peak            | Spacewatch                           |
| 312742 | 2010 TU33              | 25 de novembre de 2005 | Mount Lemmon         | Mt. Lemmon Survey                    |
| 312743 | 2010 TL34              | 12 de novembre de 2006 | Mount Lemmon         | Mt. Lemmon Survey                    |
| 312744 | 2010 TM35              | 1 d'abril de 2008      | Mount Lemmon         | Mt. Lemmon Survey                    |
| 312745 | 2010 TM41              | 17 de setembre de 2006 | Kitt Peak            | Spacewatch                           |
| 312746 | 2010 TR52              | 21 d'octubre de 2006   | Lulin                | LUSS                                 |
| 312747 | 2010 TR57              | 1 d'octubre de 2005    | Mount Lemmon         | Mt. Lemmon Survey                    |
| 312748 | 2010 TZ69              | 3 de maig de 2008      | Kitt Peak            | Spacewatch                           |
| 312749 | 2010 TN82              | 30 d'agost de 2005     | Kitt Peak            | Spacewatch                           |
| 312750 | 2010 TG85              | 17 de novembre de 2006 | Mount Lemmon         | Mt. Lemmon Survey                    |
| 312751 | 2010 TG92              | 24 d'abril de 2006     | Reedy Creek          | J. Broughton                         |
| 312752 | 2010 TT96              | 26 de març de 2003     | Kitt Peak            | Spacewatch                           |
| 312753 | 2010 TA97              | 28 de setembre de 2006 | Kitt Peak            | Spacewatch                           |
| 312754 | 2010 TG98              | 10 d'octubre de 1999   | Kitt Peak            | Spacewatch                           |
| 312755 | 2010 TB99              | 22 d'agost de 2004     | Kitt Peak            | Spacewatch                           |
| 312756 | 2010 TZ104             | 15 d'abril de 2008     | Mount Lemmon         | Mt. Lemmon Survey                    |
| 312757 | 2010 TP109             | 28 d'agost de 2005     | Kitt Peak            | Spacewatch                           |
| 312758 | 2010 TG116             | 16 de juliol de 2004   | Cerro Tololo         | M. W. Buie                           |
| 312759 | 2010 TM127             | 17 de juny de 2005     | Mount Lemmon         | Mt. Lemmon Survey                    |
| 312760 | 2010 TO135             | 23 d'agost de 2004     | Kitt Peak            | Spacewatch                           |
| 312761 | 2010 TK157             | 13 de desembre de 2006 | Kitt Peak            | Spacewatch                           |
| 312762 | 2010 TZ157             | 5 d'octubre de 2005    | Mount Lemmon         | Mt. Lemmon Survey                    |
| 312763 | 2010 TA159             | 28 de març de 2008     | Mount Lemmon         | Mt. Lemmon Survey                    |
| 312764 | 2010 TP178             | 7 d'octubre de 2004    | Kitt Peak            | Spacewatch                           |
| 312765 | 2010 TF179             | 4 d'octubre de 1999    | Kitt Peak            | Spacewatch                           |
| 312766 | 2010 UW14              | 20 de maig de 2005     | Mount Lemmon         | Mt. Lemmon Survey                    |
| 312767 | 2010 US22              | 25 de desembre de 2005 | Kitt Peak            | Spacewatch                           |
| 312768 | 2010 UL30              | 16 de febrer de 2002   | Palomar              | NEAT                                 |
| 312769 | 2010 UP30              | 7 de desembre de 2005  | Kitt Peak            | Spacewatch                           |
| 312770 | 2010 UF56              | 6 de setembre de 2008  | Mount Lemmon         | Mt. Lemmon Survey                    |
| 312771 | 2010 UH67              | 11 de juny de 2004     | Kitt Peak            | Spacewatch                           |
| 312772 | 2010 UA76              | 11 de desembre de 2002 | Kitt Peak            | Spacewatch                           |
| 312773 | 2010 UW82              | 12 de gener de 2010    | WISE                 | WISE                                 |
| 312774 | 2010 UC86              | 7 de juliol de 2005    | Kitt Peak            | Spacewatch                           |
| 312775 | 2010 UP97              | 26 de març de 2003     | Kitt Peak            | Spacewatch                           |
| 312776 | 2010 UZ101             | 2 de novembre de 2006  | Mount Lemmon         | Mt. Lemmon Survey                    |
| 312777 | 2010 VP6               | 13 de setembre de 2004 | Palomar              | NEAT                                 |
| 312778 | 2010 VA30              | 21 d'octubre de 2009   | Catalina             | CSS                                  |
| 312779 | 2010 VY33              | 29 de juliol de 2009   | Kitt Peak            | Spacewatch                           |
| 312780 | 2010 VR34              | 6 de febrer de 2007    | Mount Lemmon         | Mt. Lemmon Survey                    |
| 312781 | 2010 VO39              | 28 d'agost de 2006     | Kitt Peak            | Spacewatch                           |
| 312782 | 2010 VB46              | 16 de desembre de 2007 | Mount Lemmon         | Mt. Lemmon Survey                    |
| 312783 | 2010 VX52              | 13 de març de 2008     | Kitt Peak            | Spacewatch                           |
| 312784 | 2010 VB74              | 2 de setembre de 2000  | Anderson Mesa        | LONEOS                               |
| 312785 | 2010 VH90              | 16 de juliol de 2002   | Palomar              | NEAT                                 |
| 312786 | 2010 VC96              | 2 d'octubre de 2009    | Mount Lemmon         | Mt. Lemmon Survey                    |
| 312787 | 2010 VA114             | 10 de maig de 2005     | Mount Lemmon         | Mt. Lemmon Survey                    |
| 312788 | 2010 VF127             | 22 de juny de 1995     | Kitt Peak            | Spacewatch                           |
| 312789 | 2010 VW138             | 23 de juliol de 2003   | Palomar              | NEAT                                 |
| 312790 | 2010 VB163             | 8 d'abril de 2002      | Palomar              | NEAT                                 |
| 312791 | 2010 VT164             | 18 de novembre de 1998 | Kitt Peak            | M. W. Buie                           |
| 312792 | 2010 VX176             | 22 de juny de 2004     | Kitt Peak            | Spacewatch                           |
| 312793 | 2010 VR180             | 4 de setembre de 2008  | Kitt Peak            | Spacewatch                           |
| 312794 | 2010 VM195             | 1 de desembre de 2005  | Mount Lemmon         | Mt. Lemmon Survey                    |
| 312795 | 2010 WY10              | 30 de novembre de 2000 | Apache Point         | Sloan Digital Sky Survey             |
| 312796 | 2010 WQ21              | 4 de setembre de 2008  | Kitt Peak            | Spacewatch                           |
| 312797 | 2010 WC22              | 27 de setembre de 2009 | Kitt Peak            | Spacewatch                           |
| 312798 | 2010 WC27              | 19 de setembre de 2009 | Kitt Peak            | Spacewatch                           |
| 312799 | 2010 WF54              | 21 de juny de 2007     | Mount Lemmon         | Mt. Lemmon Survey                    |
| 312800 | 2010 WM64              | 28 de gener de 2007    | Kitt Peak            | Spacewatch                           |

## 312801-312900
| Nom    | Designació provisional | Data de descobriment   | Lloc de descobriment | Descobridor/s                                          |
| ------ | ---------------------- | ---------------------- | -------------------- | ------------------------------------------------------ |
| 312801 | 2010 WO66              | 24 de setembre de 2008 | Mount Lemmon         | Mt. Lemmon Survey                                      |
| 312802 | 2010 XM5               | 5 de gener de 2000     | Socorro              | LINEAR                                                 |
| 312803 | 2010 XD71              | 13 de setembre de 2007 | Mount Lemmon         | Mt. Lemmon Survey                                      |
| 312804 | 2010 XQ79              | 22 d'agost de 1995     | Kitt Peak            | Spacewatch                                             |
| 312805 | 2010 XN80              | 11 d'abril de 2003     | Kitt Peak            | Spacewatch                                             |
| 312806 | 2010 XG85              | 2 de gener de 2001     | Kitt Peak            | Spacewatch                                             |
| 312807 | 2010 XM87              | 4 d'octubre de 1996    | Kitt Peak            | Spacewatch                                             |
| 312808 | 2010 YS1               | 4 de setembre de 2003  | Kitt Peak            | Spacewatch                                             |
| 312809 | 2011 AJ22              | 3 de març de 2006      | Anderson Mesa        | LONEOS                                                 |
| 312810 | 2011 BZ125             | 19 de juliol de 2004   | Anderson Mesa        | LONEOS                                                 |
| 312811 | 2011 FP88              | 17 de setembre de 1995 | Kitt Peak            | Spacewatch                                             |
| 312812 | 2011 GH                | 4 de gener de 2006     | Mount Lemmon         | Mt. Lemmon Survey                                      |
| 312813 | 2011 KL30              | 27 d'abril de 2001     | Socorro              | LINEAR                                                 |
| 312814 | 2011 LS13              | 13 de febrer de 2002   | Apache Point         | Sloan Digital Sky Survey                               |
| 312815 | 2011 OR19              | 31 d'agost de 2000     | Socorro              | LINEAR                                                 |
| 312816 | 2011 OE48              | 6 de desembre de 2002  | Socorro              | LINEAR                                                 |
| 312817 | 2011 QT6               | 1 de desembre de 2005  | Kitt Peak            | Spacewatch                                             |
| 312818 | 2011 QX67              | 25 de maig de 2007     | Mount Lemmon         | Mt. Lemmon Survey                                      |
| 312819 | 2011 QO92              | 15 d'octubre de 2001   | Kitt Peak            | Spacewatch                                             |
| 312820 | 2011 SG31              | 27 de desembre de 2005 | Kitt Peak            | Spacewatch                                             |
| 312821 | 2011 SF43              | 12 de febrer de 2004   | Kitt Peak            | Spacewatch                                             |
| 312822 | 2011 SO91              | 22 d'abril de 2004     | Kitt Peak            | Spacewatch                                             |
| 312823 | 2011 SB113             | 19 de gener de 2001    | Haleakala            | NEAT                                                   |
| 312824 | 2011 SN123             | 11 de març de 2002     | Palomar              | NEAT                                                   |
| 312825 | 2011 SH135             | 21 d'octubre de 1995   | Kitt Peak            | Spacewatch                                             |
| 312826 | 2011 SD142             | 19 de gener de 2004    | Kitt Peak            | Spacewatch                                             |
| 312827 | 2011 SW166             | 8 d'abril de 2002      | Kitt Peak            | Spacewatch                                             |
| 312828 | 2011 SW172             | 1 d'octubre de 2000    | Anderson Mesa        | LONEOS                                                 |
| 312829 | 2011 SW183             | 22 de novembre de 2006 | Kitt Peak            | Spacewatch                                             |
| 312830 | 2011 SB241             | 23 de març de 2003     | Kitt Peak            | Spacewatch                                             |
| 312831 | 2011 SU247             | 4 de desembre de 2003  | Socorro              | LINEAR                                                 |
| 312832 | 2011 SN257             | 1 de gener de 2009     | Kitt Peak            | Spacewatch                                             |
| 312833 | 2011 TO9               | 18 de desembre de 2001 | Socorro              | LINEAR                                                 |
| 312834 | 2011 TS13              | 15 de març de 2004     | Kitt Peak            | Spacewatch                                             |
| 312835 | 2011 UP8               | 16 de febrer de 2002   | Palomar              | NEAT                                                   |
| 312836 | 2011 UE13              | 10 d'octubre de 2004   | Kitt Peak            | Spacewatch                                             |
| 312837 | 2011 UC16              | 16 d'abril de 2004     | Kitt Peak            | Spacewatch                                             |
| 312838 | 2011 UL17              | 8 d'abril de 2002      | Palomar              | NEAT                                                   |
| 312839 | 2011 UL25              | 22 d'octubre de 2006   | Mount Lemmon         | Mt. Lemmon Survey                                      |
| 312840 | 2011 UW37              | 27 de maig de 2003     | Kitt Peak            | Spacewatch                                             |
| 312841 | 2011 UO49              | 28 de setembre de 2000 | Kitt Peak            | Spacewatch                                             |
| 312842 | 2011 UW52              | 23 d'abril de 2004     | Campo Imperatore     | CINEOS                                                 |
| 312843 | 2011 UA55              | 17 de novembre de 1995 | Kitt Peak            | Spacewatch                                             |
| 312844 | 2011 UM55              | 18 de juliol de 2006   | Siding Spring        | Siding Spring Survey                                   |
| 312845 | 2011 UQ55              | 1 d'agost de 2000      | Socorro              | LINEAR                                                 |
| 312846 | 2011 UQ61              | 11 de març de 2005     | Mount Lemmon         | Mt. Lemmon Survey                                      |
| 312847 | 2011 UA78              | 29 de març de 2003     | Anderson Mesa        | LONEOS                                                 |
| 312848 | 2011 UE78              | 19 de novembre de 2006 | Kitt Peak            | Spacewatch                                             |
| 312849 | 2011 UY81              | 15 de gener de 2004    | Kitt Peak            | Spacewatch                                             |
| 312850 | 2011 UQ84              | 1 de setembre de 2005  | Palomar              | NEAT                                                   |
| 312851 | 2011 UZ84              | 15 d'octubre de 2002   | Palomar              | NEAT                                                   |
| 312852 | 2011 UA85              | 18 de desembre de 2004 | Mount Lemmon         | Mt. Lemmon Survey                                      |
| 312853 | 2011 UM86              | 23 de setembre de 2000 | Socorro              | LINEAR                                                 |
| 312854 | 2011 UR86              | 28 de juliol de 2005   | Palomar              | NEAT                                                   |
| 312855 | 2011 UO87              | 7 de maig de 2010      | Mount Lemmon         | Mt. Lemmon Survey                                      |
| 312856 | 2011 UY87              | 5 de novembre de 2007  | Mount Lemmon         | Mt. Lemmon Survey                                      |
| 312857 | 2011 UK88              | 11 d'abril de 2005     | Mount Lemmon         | Mt. Lemmon Survey                                      |
| 312858 | 2011 UK89              | 23 de març de 2003     | Kitt Peak            | Spacewatch                                             |
| 312859 | 2011 UL113             | 14 de desembre de 2004 | Socorro              | LINEAR                                                 |
| 312860 | 2011 UB125             | 26 de març de 2003     | Kitt Peak            | Spacewatch                                             |
| 312861 | 2011 UO126             | 8 de gener de 2008     | Gaisberg             | R. Gierlinger                                          |
| 312862 | 2011 UP141             | 5 de desembre de 2007  | Kitt Peak            | Spacewatch                                             |
| 312863 | 2011 UX141             | 11 d'octubre de 1977   | Palomar              | C. J. van Houten, I. van Houten-Groeneveld, T. Gehrels |
| 312864 | 2011 US145             | 19 de setembre de 2001 | Socorro              | LINEAR                                                 |
| 312865 | 2011 UC152             | 18 de març de 2004     | Socorro              | LINEAR                                                 |
| 312866 | 2011 UY152             | 1 de maig de 2003      | Kitt Peak            | Spacewatch                                             |
| 312867 | 2011 UP154             | 13 de gener de 2005    | Kitt Peak            | Spacewatch                                             |
| 312868 | 2011 UQ154             | 2 de desembre de 2004  | Socorro              | LINEAR                                                 |
| 312869 | 2011 UL160             | 2 d'abril de 2005      | Kitt Peak            | Spacewatch                                             |
| 312870 | 2011 UA161             | 20 d'octubre de 2001   | Palomar              | NEAT                                                   |
| 312871 | 2011 UL161             | 29 d'agost de 2005     | Kitt Peak            | Spacewatch                                             |
| 312872 | 2011 UU163             | 9 de novembre de 2004  | Catalina             | CSS                                                    |
| 312873 | 2011 UD164             | 11 d'octubre de 1977   | Palomar              | C. J. van Houten, I. van Houten-Groeneveld, T. Gehrels |
| 312874 | 2011 UM165             | 7 d'octubre de 2004    | Palomar              | NEAT                                                   |
| 312875 | 2011 UJ174             | 31 d'octubre de 2002   | Socorro              | LINEAR                                                 |
| 312876 | 2011 UY177             | 30 de setembre de 2005 | Anderson Mesa        | LONEOS                                                 |
| 312877 | 2011 UY179             | 15 de setembre de 1993 | La Silla             | H. Debehogne, E. W. Elst                               |
| 312878 | 2011 UA180             | 10 d'octubre de 1999   | Socorro              | LINEAR                                                 |
| 312879 | 2011 UC192             | 30 de desembre de 2007 | Mount Lemmon         | Mt. Lemmon Survey                                      |
| 312880 | 2011 UL196             | 10 de març de 2002     | Kitt Peak            | Spacewatch                                             |
| 312881 | 2011 UU199             | 19 d'agost de 2006     | Kitt Peak            | Spacewatch                                             |
| 312882 | 2011 UV202             | 8 d'abril de 2008      | Catalina             | CSS                                                    |
| 312883 | 2011 UW203             | 21 de gener de 2008    | Mount Lemmon         | Mt. Lemmon Survey                                      |
| 312884 | 2011 UL242             | 29 de juliol de 2002   | Palomar              | NEAT                                                   |
| 312885 | 2011 UO251             | 3 d'octubre de 2006    | Mount Lemmon         | Mt. Lemmon Survey                                      |
| 312886 | 2011 UK252             | 27 de maig de 2000     | Socorro              | LINEAR                                                 |
| 312887 | 2011 US253             | 19 de desembre de 2000 | Socorro              | LINEAR                                                 |
| 312888 | 2011 UN254             | 2 d'abril de 2000      | Kitt Peak            | Spacewatch                                             |
| 312889 | 2011 UV262             | 19 de setembre de 2006 | Kitt Peak            | Spacewatch                                             |
| 312890 | 2011 UL263             | 18 de desembre de 2007 | Mount Lemmon         | Mt. Lemmon Survey                                      |
| 312891 | 2011 UB266             | 28 de maig de 2000     | Kitt Peak            | Spacewatch                                             |
| 312892 | 2011 UE268             | 24 de novembre de 2000 | Anderson Mesa        | LONEOS                                                 |
| 312893 | 2011 UE271             | 24 d'abril de 2003     | Kitt Peak            | Spacewatch                                             |
| 312894 | 2011 UY271             | 14 de desembre de 2003 | Kitt Peak            | Spacewatch                                             |
| 312895 | 2011 UB281             | 19 d'abril de 1998     | Kitt Peak            | Spacewatch                                             |
| 312896 | 2011 UG281             | 24 d'octubre de 2004   | Anderson Mesa        | LONEOS                                                 |
| 312897 | 2011 UH285             | 13 de maig de 2005     | Mount Lemmon         | Mt. Lemmon Survey                                      |
| 312898 | 2011 UT285             | 16 de febrer de 2004   | Kitt Peak            | Spacewatch                                             |
| 312899 | 2011 US296             | 22 d'abril de 2004     | Socorro              | LINEAR                                                 |
| 312900 | 2011 UM297             | 21 de març de 2010     | Kitt Peak            | Spacewatch                                             |

## 312901-313000
| Nom    | Designació provisional | Data de descobriment   | Lloc de descobriment | Descobridor/s                                          |
| ------ | ---------------------- | ---------------------- | -------------------- | ------------------------------------------------------ |
| 312901 | 2011 UH300             | 5 de febrer de 2000    | Kitt Peak            | Spacewatch                                             |
| 312902 | 2011 UL300             | 1 d'octubre de 2005    | Catalina             | CSS                                                    |
| 312903 | 2011 UQ300             | 7 de gener de 2003     | Socorro              | LINEAR                                                 |
| 312904 | 2011 UO309             | 30 de setembre de 2006 | Mount Lemmon         | Mt. Lemmon Survey                                      |
| 312905 | 2011 UH317             | 29 d'agost de 2006     | Catalina             | CSS                                                    |
| 312906 | 2011 UC319             | 20 de juny de 1998     | Kitt Peak            | Spacewatch                                             |
| 312907 | 2011 UZ327             | 24 de setembre de 1995 | Kitt Peak            | Spacewatch                                             |
| 312908 | 2011 UA332             | 5 de desembre de 2002  | Socorro              | LINEAR                                                 |
| 312909 | 2011 UQ334             | 3 d'agost de 2000      | Kitt Peak            | Spacewatch                                             |
| 312910 | 2011 UT338             | 9 de juny de 2007      | Catalina             | CSS                                                    |
| 312911 | 2011 UC363             | 15 de desembre de 2006 | Kitt Peak            | Spacewatch                                             |
| 312912 | 2011 UZ400             | 18 de novembre de 1995 | Kitt Peak            | Spacewatch                                             |
| 312913 | 2011 VV4               | 29 d'octubre de 2005   | Mount Lemmon         | Mt. Lemmon Survey                                      |
| 312914 | 2011 VU12              | 14 de gener de 2002    | Palomar              | NEAT                                                   |
| 312915 | 2011 VG14              | 18 de març de 2004     | Kitt Peak            | Spacewatch                                             |
| 312916 | 2011 VU14              | 20 de setembre de 2001 | Socorro              | LINEAR                                                 |
| 312917 | 2011 WH1               | 30 de setembre de 2005 | Mount Lemmon         | Mt. Lemmon Survey                                      |
| 312918 | 2011 WV1               | 22 de desembre de 1998 | Kitt Peak            | Spacewatch                                             |
| 312919 | 2011 WU9               | 12 de febrer de 2004   | Kitt Peak            | Spacewatch                                             |
| 312920 | 2011 WD14              | 26 de setembre de 1998 | Socorro              | LINEAR                                                 |
| 312921 | 2011 WF16              | 26 de març de 2000     | Anderson Mesa        | LONEOS                                                 |
| 312922 | 2011 WL17              | 18 de desembre de 1995 | Kitt Peak            | Spacewatch                                             |
| 312923 | 2011 WA32              | 13 de febrer de 2002   | Kitt Peak            | Spacewatch                                             |
| 312924 | 2011 WN35              | 25 de desembre de 2006 | Kitt Peak            | Spacewatch                                             |
| 312925 | 2011 WX39              | 9 de maig de 2005      | Catalina             | CSS                                                    |
| 312926 | 2011 WN55              | 24 d'abril de 2006     | Kitt Peak            | Spacewatch                                             |
| 312927 | 2011 WM58              | 7 d'abril de 2005      | Mount Lemmon         | Mt. Lemmon Survey                                      |
| 312928 | 2011 WT59              | 29 de gener de 1998    | Kitt Peak            | Spacewatch                                             |
| 312929 | 2011 WM60              | 27 de desembre de 2006 | Mount Lemmon         | Mt. Lemmon Survey                                      |
| 312930 | 2011 WN61              | 11 de març de 2005     | Mount Lemmon         | Mt. Lemmon Survey                                      |
| 312931 | 2011 WY66              | 16 de gener de 2008    | Kitt Peak            | Spacewatch                                             |
| 312932 | 2011 WV69              | 28 d'agost de 2003     | Palomar              | NEAT                                                   |
| 312933 | 2011 WD80              | 7 de febrer de 1999    | Kitt Peak            | Spacewatch                                             |
| 312934 | 2011 WS83              | 27 de novembre de 2000 | Socorro              | LINEAR                                                 |
| 312935 | 5042 T-3               | 16 d'octubre de 1977   | Palomar              | C. J. van Houten, I. van Houten-Groeneveld, T. Gehrels |
| 312936 | 1979 MT3               | 25 de juny de 1979     | Siding Spring        | E. F. Helin, S. J. Bus                                 |
| 312937 | 1993 RU14              | 15 de setembre de 1993 | La Silla             | E. W. Elst                                             |
| 312938 | 1994 AY6               | 7 de gener de 1994     | Kitt Peak            | Spacewatch                                             |
| 312939 | 1994 SW12              | 29 de setembre de 1994 | Kitt Peak            | Spacewatch                                             |
| 312940 | 1994 UC10              | 28 d'octubre de 1994   | Kitt Peak            | Spacewatch                                             |
| 312941 | 1995 BJ12              | 31 de gener de 1995    | Kitt Peak            | Spacewatch                                             |
| 312942 | 1995 EK1               | 7 de març de 1995      | Oizumi               | T. Kobayashi                                           |
| 312943 | 1995 EQ5               | 2 de març de 1995      | Kitt Peak            | Spacewatch                                             |
| 312944 | 1995 FK8               | 26 de març de 1995     | Kitt Peak            | Spacewatch                                             |
| 312945 | 1995 FE19              | 29 de març de 1995     | Kitt Peak            | Spacewatch                                             |
| 312946 | 1995 SN35              | 18 de setembre de 1995 | Kitt Peak            | Spacewatch                                             |
| 312947 | 1995 SC46              | 26 de setembre de 1995 | Kitt Peak            | Spacewatch                                             |
| 312948 | 1995 SF80              | 26 de setembre de 1995 | Kitt Peak            | Spacewatch                                             |
| 312949 | 1995 UG82              | 28 d'octubre de 1995   | Kitt Peak            | Spacewatch                                             |
| 312950 | 1995 WP11              | 16 de novembre de 1995 | Kitt Peak            | Spacewatch                                             |
| 312951 | 1995 YQ11              | 18 de desembre de 1995 | Kitt Peak            | Spacewatch                                             |
| 312952 | 1996 AN6               | 12 de gener de 1996    | Kitt Peak            | Spacewatch                                             |
| 312953 | 1996 BM10              | 21 de gener de 1996    | Kitt Peak            | Spacewatch                                             |
| 312954 | 1996 GF13              | 11 d'abril de 1996     | Kitt Peak            | Spacewatch                                             |
| 312955 | 1996 RB19              | 15 de setembre de 1996 | Kitt Peak            | Spacewatch                                             |
| 312956 | 1997 CZ3               | 2 de febrer de 1997    | Kitt Peak            | Spacewatch                                             |
| 312957 | 1997 JQ9               | 6 de maig de 1997      | Kitt Peak            | Spacewatch                                             |
| 312958 | 1997 QP2               | 30 d'agost de 1997     | Haleakala            | NEAT                                                   |
| 312959 | 1997 SH9               | 27 de setembre de 1997 | Kitt Peak            | Spacewatch                                             |
| 312960 | 1997 SP11              | 27 de setembre de 1997 | Kitt Peak            | Spacewatch                                             |
| 312961 | 1997 SG30              | 30 de setembre de 1997 | Kitt Peak            | Spacewatch                                             |
| 312962 | 1997 SM30              | 30 de setembre de 1997 | Kitt Peak            | Spacewatch                                             |
| 312963 | 1997 YO8               | 21 de desembre de 1997 | Kitt Peak            | Spacewatch                                             |
| 312964 | 1998 DU25              | 23 de febrer de 1998   | Kitt Peak            | Spacewatch                                             |
| 312965 | 1998 EW9               | 5 de març de 1998      | Xinglong             | Beijing Schmidt CCD Asteroid Program                   |
| 312966 | 1998 HE5               | 22 d'abril de 1998     | Kitt Peak            | Spacewatch                                             |
| 312967 | 1998 QW28              | 23 d'agost de 1998     | Xinglong             | Beijing Schmidt CCD Asteroid Program                   |
| 312968 | 1998 QS97              | 24 d'agost de 1998     | Socorro              | LINEAR                                                 |
| 312969 | 1998 SK34              | 26 de setembre de 1998 | Socorro              | LINEAR                                                 |
| 312970 | 1998 SZ34              | 26 de setembre de 1998 | Socorro              | LINEAR                                                 |
| 312971 | 1998 VE34              | 15 de novembre de 1998 | Gekko                | T. Kagawa                                              |
| 312972 | 1998 WO                | 17 de novembre de 1998 | Cocoa                | I. P. Griffin                                          |
| 312973 | 1999 BX10              | 19 de gener de 1999    | Caussols             | ODAS                                                   |
| 312974 | 1999 CU8               | 10 de febrer de 1999   | Socorro              | LINEAR                                                 |
| 312975 | 1999 CZ70              | 12 de febrer de 1999   | Socorro              | LINEAR                                                 |
| 312976 | 1999 CN159             | 10 de febrer de 1999   | Kitt Peak            | Spacewatch                                             |
| 312977 | 1999 FO73              | 20 de març de 1999     | Apache Point         | Sloan Digital Sky Survey                               |
| 312978 | 1999 JG29              | 10 de maig de 1999     | Socorro              | LINEAR                                                 |
| 312979 | 1999 KT4               | 18 de maig de 1999     | Socorro              | LINEAR                                                 |
| 312980 | 1999 RK60              | 7 de setembre de 1999  | Socorro              | LINEAR                                                 |
| 312981 | 1999 RV123             | 13 de setembre de 1999 | Kitt Peak            | Spacewatch                                             |
| 312982 | 1999 RC206             | 8 de setembre de 1999  | Socorro              | LINEAR                                                 |
| 312983 | 1999 RA236             | 8 de setembre de 1999  | Catalina             | CSS                                                    |
| 312984 | 1999 SH21              | 30 de setembre de 1999 | Kitt Peak            | Spacewatch                                             |
| 312985 | 1999 TF45              | 3 d'octubre de 1999    | Kitt Peak            | Spacewatch                                             |
| 312986 | 1999 TU47              | 4 d'octubre de 1999    | Kitt Peak            | Spacewatch                                             |
| 312987 | 1999 TC63              | 7 d'octubre de 1999    | Kitt Peak            | Spacewatch                                             |
| 312988 | 1999 TA67              | 8 d'octubre de 1999    | Kitt Peak            | Spacewatch                                             |
| 312989 | 1999 TV72              | 9 d'octubre de 1999    | Kitt Peak            | Spacewatch                                             |
| 312990 | 1999 TQ77              | 10 d'octubre de 1999   | Kitt Peak            | Spacewatch                                             |
| 312991 | 1999 TZ126             | 15 d'octubre de 1999   | Socorro              | LINEAR                                                 |
| 312992 | 1999 TU156             | 9 d'octubre de 1999    | Socorro              | LINEAR                                                 |
| 312993 | 1999 TH170             | 10 d'octubre de 1999   | Socorro              | LINEAR                                                 |
| 312994 | 1999 TG175             | 10 d'octubre de 1999   | Socorro              | LINEAR                                                 |
| 312995 | 1999 TA191             | 12 d'octubre de 1999   | Socorro              | LINEAR                                                 |
| 312996 | 1999 TJ237             | 4 d'octubre de 1999    | Kitt Peak            | Spacewatch                                             |
| 312997 | 1999 TG245             | 7 d'octubre de 1999    | Catalina             | CSS                                                    |
| 312998 | 1999 TL250             | 9 d'octubre de 1999    | Catalina             | CSS                                                    |
| 312999 | 1999 TU255             | 9 d'octubre de 1999    | Kitt Peak            | Spacewatch                                             |
| 313000 | 1999 TV262             | 15 d'octubre de 1999   | Kitt Peak            | Spacewatch                                             |